# Пий XII
Пий XII (лат. Pius XII, до интронизации — Эудже́нио Мари́я Джузе́ппе Джова́нни Паче́лли, итал. Eugenio Maria Giuseppe Giovanni Pacelli; 2 марта 1876[…], Рим, Королевство Италия[…] — 9 октября 1958[…], Кастель-Гандольфо, Лацио[…]) — папа римский с 2 марта 1939 года по 9 октября 1958 года. Провозгласил догмат о Вознесении Девы Марии и символически посвятил мир Непорочному сердцу Марии в 1942 году. 18 октября 1967 Папа Павел VI начал процесс беатификации Пия XII. Стал первым папой, избранным из государственных секретарей, начиная с Климента IX в 1667 году. Во время своего понтификата Пий XII канонизировал 34 человека, в том числе Пия X, и беатифицировал — 41. В 1949 году предал анафеме коммунистических лидеров Чехословакии. Пия XII называли «Папой Марии» — за его огромную приверженность Матери Божией, проявившуюся в объявленном им вероопределении относительно Её Успения. Он внёс значительный вклад в развитие католического социального учения. Папа Пий XII скончался 9 октября 1958 года. С его понтификатом заканчивается «Эпоха Пиев».

## Ранние годы

Эудженио в возрасте шести лет

Эудженио Мария Джузеппе Джованни Пачелли родился 2 марта 1876 года в Риме в набожной католической семье, принадлежавшей к «Чёрной знати»: его родителями были Филиппо Пачелли (1837—1916) и Вирджиния (урождённая Грасиози) Пачелли (1844—1920); его дед Маркантонио Пачелли был заместителем министра финансов Ватикана, а затем заместителем министра внутренних дел у Папы Пия IX с 1851 года по 1870 год, и в 1861 году был одним из основателей ватиканской газеты «L’Osservatore Romano» («Римский обозреватель»); его двоюродный брат Эрнесто Пачелли был главным финансовым советником Папы Льва XIII; его отец, Филиппо Пачелли, францисканский терциарий, был деканом Трибунала Священной Римской Роты (главным ватиканским юристом); его брат Франческо Пачелли стал церковным юристом и юридическим советником Папы Пия XI, в этом качестве он помогал Государственному секретарю Ватикана Пьетро Гаспарри при заключении Латеранских соглашений в 1929 году с Бенито Муссолини, в результате чего была установлена независимость Ватикана и положен конец Римскому вопросу.
Вместе со своим братом Франческо и двумя сёстрами Джузеппиной и Элизабеттой, Эудженио вырос в центральном районе Рима Парионе. Вскоре после того, как семья в 1880 году переехала на улицу Ветрина, Эудженио пошёл в школу при монастыре французских Сестёр Божественного Провидения на площади Фьямметта. Его семья являлась прихожанами Санта-Мария-ин-Валичелла. Эудженио и другие дети приняли Первое Причастие в этой церкви, где он и остался служить в качестве министранта. В 1886 году Эудженио был отправлен в частную школу профессора Джузеппе Марко, неподалёку от площади Венеции. В 1891 году отец Эудженио Пачелли направил его в лицей Института Эннио Куирино Висконти — государственную школу, расположенную в здании бывшего Римского колледжа, переименованного в Папский Григорианский университет — первый иезуитский университет Рима.
В 1894 году, в возрасте 18 лет, начал обучение теологии в старейшем римском колледже Альмо Капраника, а в ноябре того же года стал изучать философию в иезуитском Папском Григорианском университете и богословие в Папском Римском Атенеуме Св. Аполлинария. Он также поступил в Римский университет Ла Сапиенца, где изучал современные языки и историю. В конце первого учебного года, летом 1895 года, Эудженио бросил учёбу в Альмо Капраника и Григорианском университете. По словам его сестры Элизабетты, в этом было виновато питание в колледже Альмо Капраника. Получив специальное разрешение, он продолжил учёбу на дому, и провёл большую часть своего обучения в семинарии экстерном. В 1899 году он завершил своё изучение теологии с присвоением докторской степени, присвоенную за краткую диссертацию и устный экзамен по латыни.

## Церковная карьера

### Священник и монсеньор

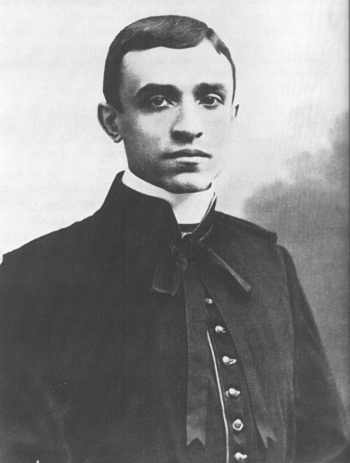
Пачелли в день рукоположения
2 апреля 1899 года

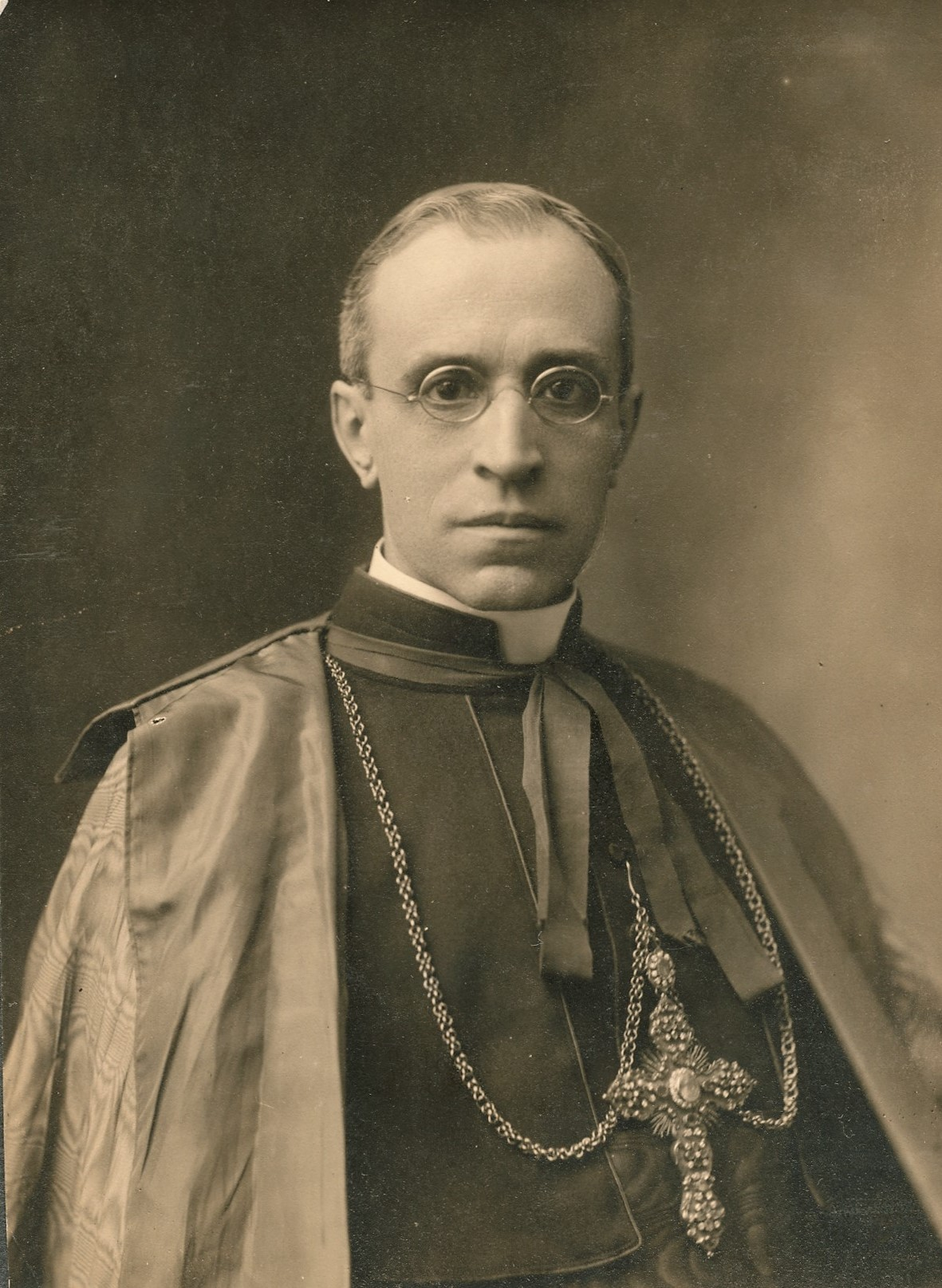
Кардинал Пачелли около 1935

В то время как все другие кандидаты из епархии Рима были рукоположены в Латеранской базилике, Пачелли был рукоположен в сан священника в пасхальное воскресенье 2 апреля 1899 года, в частной часовне друга семьи наместника Папы в Риме епископа Франческо ди Паола Кассетты. Вскоре после рукоположения он начал обучение в аспирантуре по направлению канонического права в Сант-Аполлинаре, и получил своё первое назначение в качестве викария в Санта-Мария-ин-Валичелла. В 1901 году Пачелли поступил на работу в отдел Государственного секретариата Ватикана — Священную конгрегацию чрезвычайных церковных дел.
Епископ Пьетро Гаспарри, недавно назначенный заместителем секретаря Священной конгрегации чрезвычайных церковных дел, подчеркнул, что сделанное им Пачелли предложение поступить на работу в «ватиканском эквиваленте Министерства иностранных дел» подчёркивает необходимость защиты Церкви от натиска секуляризма и либерализма во всей Европе. Пачелли стал apprendista (стажёром) в отделе Гаспарри. В январе 1901 года он был выбран Папой Львом XIII, чтобы доставить официальные соболезнования от имени Ватикана королю Великобритании Эдуарду VII по случаю смерти его матери королевы Виктории.

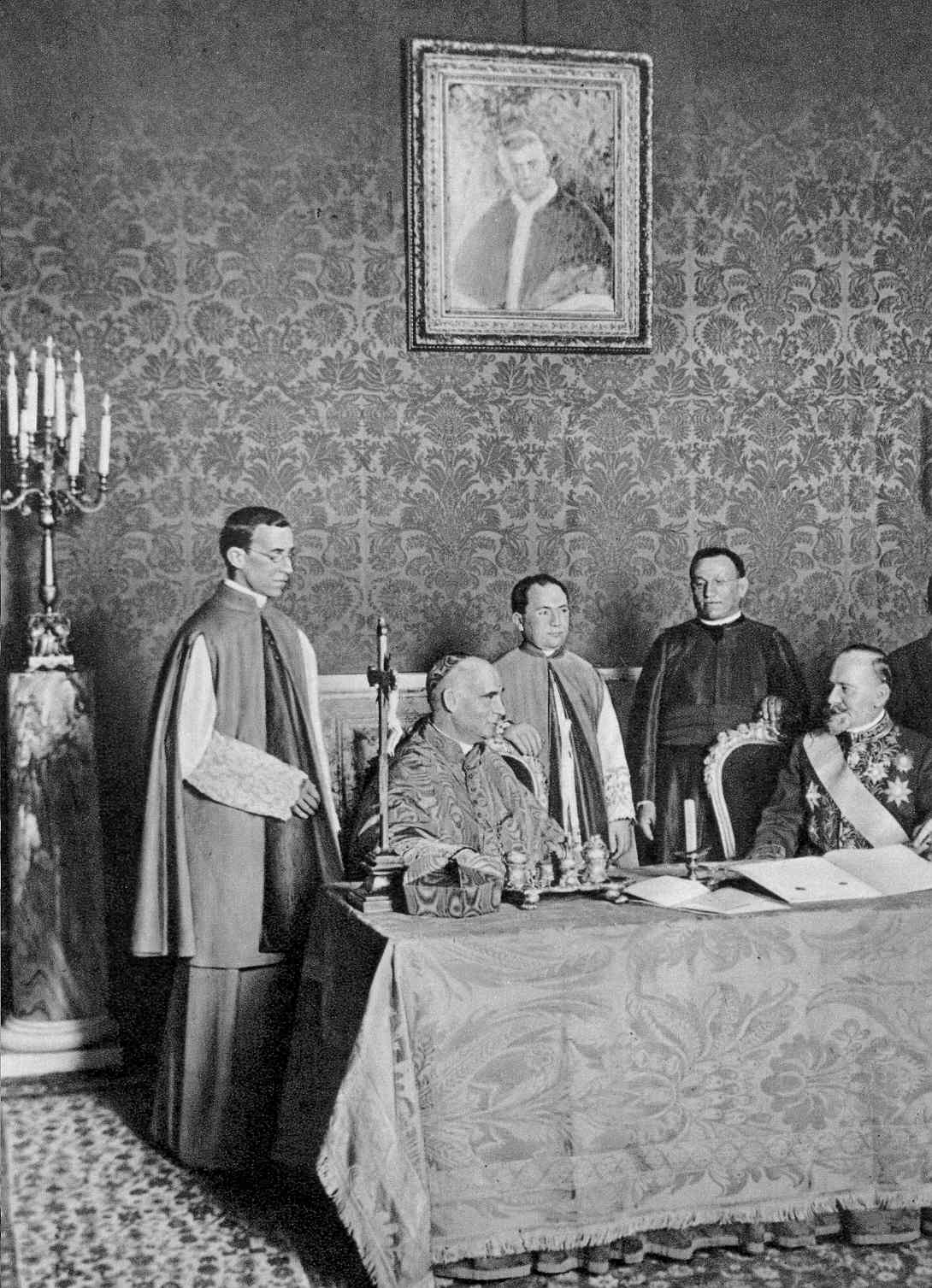
Подписание конкордата с Сербией 24 июня 1914 года. Пачелли (крайний слева) стоит за спиной Государственного секретаря Ватикана Рафаэля дель Валя

В 1904 году Пачелли получил докторскую степень по диссертации «Природа конкордатов и функции канонического права в период бездействия конкордата». Был назначен на должность клерка, подготавливая сборники сообщений, поступающих в Секретариат со всего мира, и в том же году стал папским камергером. В 1905 году Пачелли получил звание домашнего прелата. С 1904 до 1916 года состоял помощником кардинала Пьетро Гаспарри в его работе над Кодексом канонического права в Священной конгрегации чрезвычайных церковных дел. По словам британского учёного Джона Корнуэлла: «Кодекс и Клятва против модернизма стали средством, с помощью которого Святой Престол создал и поддерживал новые, неравные, и беспрецедентные по мощности власти отношения, которые возникли между Папством и Церковью».
В 1908 году Пачелли служил в качестве представителя Ватикана на международном Евхаристическом конгрессе, сопровождая Рафаэль Мерри дель Валя в Лондон, где встречался с Уинстоном Черчиллем. В 1911 году Пачелли представлял Святой Престол на коронации короля Георга V. Пачелли стал заместителем секретаря в 1911 году, адъюнкт-секретарём в 1912 году (эту должность он получил при Папе Пие X и сохранил при Папе Бенедикте XV) и секретарём Священной конгрегации чрезвычайных церковных дел в феврале 1914 года.
24 июня 1914 года, всего за четыре дня до убийства австрийского эрцгерцога Франца Фердинанда в Сараево, Пачелли вместе с кардиналом Рафаэль Мерри дель Валем от лица Ватикана подписали Конкордат с Сербией. Успех Сербии в Первой Балканской войне против Турции в 1912 году способствовал увеличению числа католиков в Великой Сербии. В это время Сербия, поощряемая Россией, сохраняла сложные взаимоотношения в разделах сфер влияния с Австро-Венгрией.
Папа Пий Х умер 20 августа 1914 года. Его преемник Папа Бенедикт XV назначил Гаспарри Государственным секретарём, и Гаспарри взял Пачелли в секретариат, сделав своим заместителем. Во время Первой мировой войны Пачелли составлял ватиканские реестры военнопленных и внедрял папские инициативы по оказанию помощи. В 1915 году Пачелли отправился в Вену, чтобы помочь апостольскому нунцию в Австро-Венгрии Скапинелли ди Легуиньо в переговорах австрийского императора Франца Иосифа I с Италией.

### Архиепископ и апостольский нунций

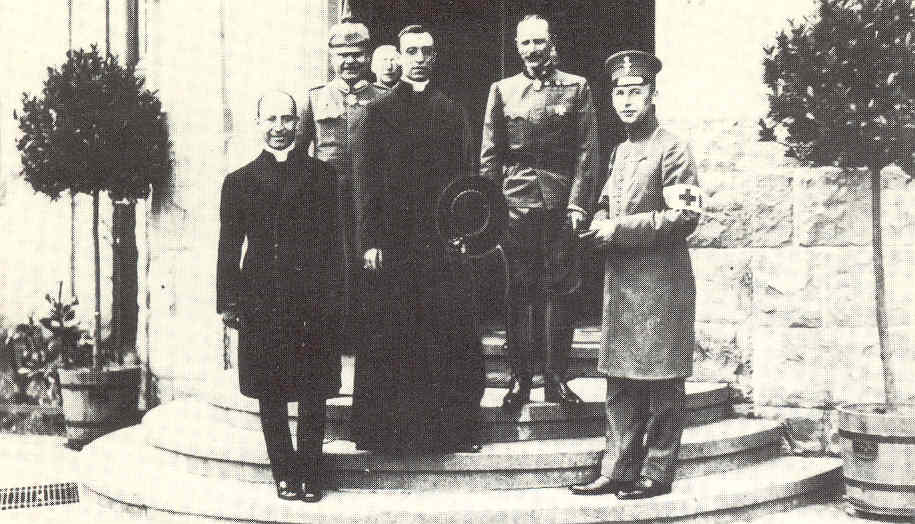
Эудженио Пачелли (будущий Папа Пий XII) в штаб-квартире германской армии с мирными предложениями Бенедикта XV к императору Вильгельму II

23 апреля 1917 года Папа Римский Бенедикт XV назначил Пачелли нунцием в Баварии, освятив его титулярным архиепископом Сарди в Сикстинской капелле 13 мая 1917 года. После освящения Эудженио Пачелли уехал в Баварию. Так как нунции в Германии и Пруссии в то время отсутствовали, Пачелли становится нунцием на всей территории Германской империи.
Работавший в первой половине 1920-х годов в Мюнхене американский дипломат Роберт Мёрфи в своих мемуарах писал:

«Номинальным главой мюнхенского консульского корпуса был папский нунций, монсеньор Эудженио Пачелли, будущий Папа Пий XII. Ватикан всегда сохранял тесные отношения с Баварией, которая оставалась католической в течение всего периода Реформации, в то время как многие другие регионы Германии принимали лютеранство. Монсеньор Пачелли прекрасно разбирался в тонкостях европейской политики и одним из первых признал, что будущее Европы зависит в целом от того, что происходит в Германии».
После прибытия в Мюнхен, Пачелли передал папскую инициативу о прекращении войны немецким властям. Он встретился с королём Баварии Людвигом III 29 мая 1917 года, а затем с германским императором Вильгельмом II и канцлером Теобальдом фон Бетман-Гольвегом, которые положительно оценили папские мирные инициативы. Однако вскоре Бетман-Гольвег был вынужден уйти в отставку, а немецкое командование, в надежде на скорую военную победу, задержало ответ до 20 сентября.
Позже сестра Паскалина вспоминала, что Пачелли был убит горем из-за того, что кайзер оказался «глух ко всем его предложениям». Она писала: Сегодня я снова и снова вспоминаю о том времени, когда мы немцы, считали, что наше оружие будет победоносным, а нунций Пачелли был глубоко опечален упущенным шансом сохранить то, что можно было сохранить. Он предвидел, что должно было произойти. Однажды он пальцем на карте проследил линию реки Рейн, и печально заметил — «Нет сомнений, что всё это будет потеряно». Я не хотела в это верить, но позже он оказался прав.
Оставшуюся часть Первой мировой войны усилия Пачелли были сосредоточены на гуманитарных инициативах Бенедикта XV, в особенности на освобождении военнопленных союзников из немецкого плена. После объявленной амнистии Пачелли находился в замешательстве и просил у Бенедикта XV разрешения покинуть Мюнхен, где Курт Эйснер стал Премьер-министром Баварии. Пачелли на некоторое время уехал в город Роршах, где находился швейцарский санаторий под управлением монахинь.
Пачелли вернулся в Мюнхен сразу же после убийства канцлера Эйснера, которое совершил крайний антисемитски настроенный националист и монархист граф Антон фон Арко ауф Валлей. Пачелли направил сообщение для Государственного секретаря Ватикана Гаспарри, используя свидетельские показания Шиоппы о хаотической сцене в бывшем королевском дворце, как трио Макса Левина, Евгения Левине и Товия Аксельрода добиваются власти: 

«Сцена была до ужаса неописуемой: стояла абсолютно хаотичная путаница, в разгар всего этого появляются банда молодых женщин сомнительной внешности и группа евреев; все ходят туда сюда, громко говорят, спорят и кричат. Главой банды женщин была любовница Левина — разведённая молодая русская еврейка, и именно ей нунциатура была обязана воздать дань уважения за возможность продолжения работы. Левин — молодой человек, тоже русский и еврей. Бледный, грязный, с одурманенными глазами, вульгарный, омерзительный…»
Джон Корнуэлл утверждает, что тревожные ноты антисемитизма выразились в списке эпитетов, описывающих физическую и моральную непривлекательность евреев; у Пачелли «постоянное педалирование на еврейство — эту партию власти узурпаторов» совпало с «растущим и распространённым мнением среди немцев, что евреи были зачинщиками большевистской революции, их основной целью является разрушение христианской цивилизации». Также по данным Корнуэлла, Пачелли сообщил Гаспарри, что «столица Баварии страдает под тяжестью суровой еврейско-русской революционной тирании».
По словам сестры Паскалины Ленерт, Пачелли неоднократно угрожали эмиссары Баварской Советской Республики. Однажды, в нарушение международного права, баварское революционное правительство попыталось конфисковать автомобиль нунциатуры под дулом пистолета. Несмотря на их требования, Пачелли отказался покинуть автомобиль. После того, как Баварская Советская Республика была побеждена и свергнута силами фрайкора и рейхсвера, усилия Пачелли, по данным сестры Ленерт, были сосредоточены на «облегчении страданий в послевоенный период, утешении и поддержке всех и словом, и делом».

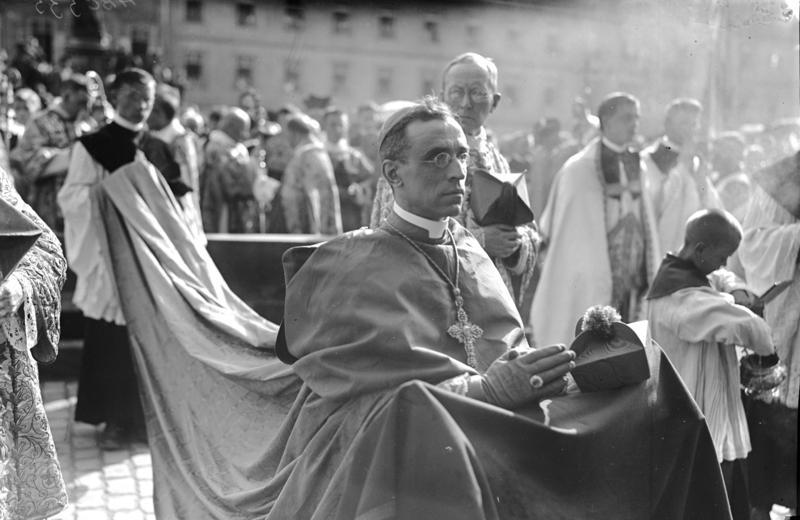
Пачелли в июле 1924 года на 900-летии города Бамберг

23 июня 1920 года Пачелли был назначен апостольским нунцием в Германию, а после завершения действия баварского конкордата центр нунциатуры был переведён в Берлин в августе 1925 года. Многие из тех, кто служил с Пачелли в Мюнхене, остались с ним до конца его жизни, включая его советника Роберта Лейбера и сестру Паскалину Ленерт — домработницу, подругу и советчика на протяжении 41 года. В Берлине Пачелли был дуайеном дипломатического корпуса и принимал активное участие в дипломатической и общественно-культурной жизни города. Ему помогал немецкий священник Людвиг Каас, опытный политик в сфере церковно-государственных отношений и член католической Партии Центра, которую он возглавил после отставки Вильгельма Маркса в октябре 1928 года. Пачелли в Германии посетил все регионы, участвуя в Katholikentag, и прочитал более 50 проповедей и речей к немецкому народу. В Берлине Пачелли жил в квартале Тиргартен и устраивал приёмы для государственной и дипломатической элиты. Постоянными гостями приёмов были Пауль фон Гинденбург, Густав Штреземан и другие члены кабинета министров.

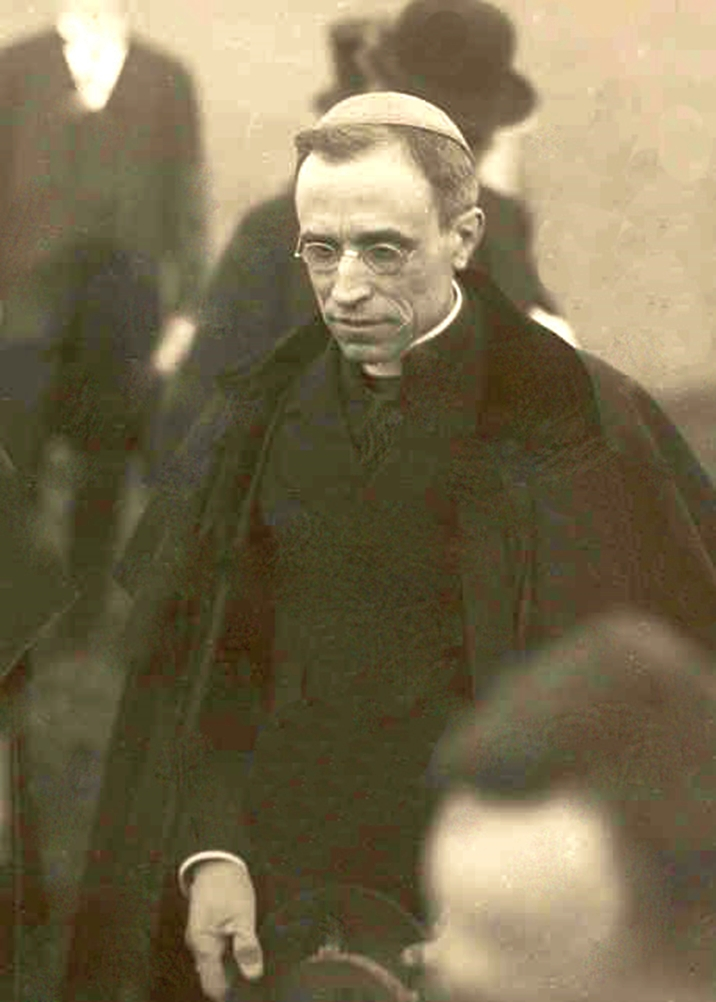
Пачелли в Баварии, 1922 год

По причине отсутствия апостольского нунция в Москве, Пачелли работал над дипломатическими договорённостями между Ватиканом и Советским Союзом. Он вёл переговоры по поставкам продовольствия в Россию, где церковь подверглась жесточайшим гонениям. Пачелли встречался с советскими представителями, включая Наркома иностранных дел СССР Георгия Чичерина, который отвергал любой вид религиозного образования и рукоположения в священников и епископов, но предложил тайное соглашение, жизненно важное для Ватикана. Несмотря на пессимизм Ватикана и отсутствие видимого прогресса, Пачелли продолжал тайные переговоры, пока Пий XI в 1927 не распорядился их прекратить, потому что они не приносили никаких результатов и могли быть опасными для Церкви, если были бы обнародованы.
Пачелли поддержал деятельность немецких дипломатов, направленную на отказ от карательных мер по отношению к побеждённым. Он блокировал французские попытки церковного разделения в Саарской области, поддержал назначение церковного администратора в Гданьске и способствовал реинтеграции священников, высланных из Польши, и подписал конкордат с Пруссией 14 июня 1929 года. После Биржевого краха 1929 года в мире начался экономический кризис (Великая депрессия), и дни Веймарской республики были сочтены. Отдыхая в излюбленном месте — в санатории монастыря Роршах — Пачелли был вызван в Рим по телеграфу, и покинул Берлин 10 декабря 1929 года.
Давид Далин писал: «В качестве папского нунция между 1917 и 1929 годами, Пачелли дал в Германии сорок четыре выступления, в сорока из которых он осудил аспекты зарождающийся нацистской идеологии». В 1935 году, уже будучи Государственным секретарём, он написал письмо архиепископу Кёльна, описывая нацистов как «лжепророков с гордостью Люцифера» и «носителей новой веры и нового Евангелия», которые пытались создать «лживую систему между верностью к Церкви и Отечеству». Два года спустя в Соборе Парижской Богоматери в Париже, Пачелли назвал население Германии «благородной и могущественной нацией, которую плохие пастухи сбили с пути и прельстили идеологией расизма».

### Государственный секретарь и камерленго

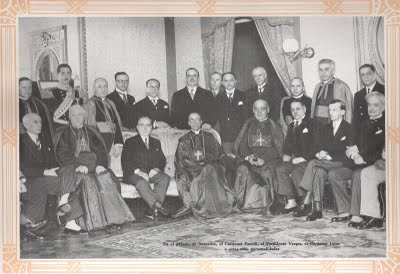
Государственный секретарь Пачелли в Бразилии в 1934 году

Папа Пий XI даровал Пачелли кардинальскую шапку и сан кардинала-священника с титулом церкви Санти-Джованни-э-Паоло 16 декабря 1929 года, а уже через два месяца, 9 февраля 1930 года, назначил Пачелли Государственным секретарём Ватикана, ответственным за внешнюю политику и международные отношения. С 1935 года Пачелли являлся камерленго Римско-католической церкви, а с 1937 года был камерленго Коллегии кардиналов.
Как Государственный секретарь, Пачелли подписал конкордаты с рядом стран и государств. Он, Людвиг Каас и Конрад Грёбер (недавно назначенный архиепископ Фрайбурга), вели переговоры в Бадене о заключении конкордата с Германией вплоть до весны-лета 1932 года. Договор о заключении конкордата был подписан августе 1932 года, а сам конкордат был подписан 20 июля 1933 года. Затем последовали конкордаты с Австрией (1933), Югославией (1935) и Португалией (1940). Латеранские соглашения с Италией (1929) были заключены до того, как Пачелли стал Государственным секретарём. Католицизм стал единственной признанной религией; мощная Итальянская народная партия, во многом схожая с Центристской партии в Германии, была распущена, а вместо политического католицизма Святейший Престол поощрял создание Католического действия, «анемичную форму религиозного восстания, в котором доминируют религиозные деятели». Это движение было полезно только до тех пор, пока развивало «свою деятельность вне какой-либо политической партии, и в прямой зависимости от церковной иерархии для распространения и осуществления принципов католичества». Такие конкордаты позволили Католической Церкви организовывать молодёжные группы, назначать священнослужителей, руководить школами, больницами и благотворительными учреждениями или даже проводить религиозные службы. Они также гарантировали, что каноническое право будет признано в некоторых сферах (например, церковные декреты о недействительности в области брака).
С началом нового десятилетия Пачелли, видя угрозу в набирающем силу нацизме, решительно настаивал, чтобы Партия Центра в Германии отдалилась от социалистов. Летом 1931 года Пачелли вступил в заочный конфликт с рейхсканцлером Веймарской республики Генрихом Брюнингом, который откровенно сказал Пачелли, что тот «неправильно понял политическую ситуацию в Германии и реальный характер нацистов». После отставки Брюнинга в мае 1932 года, Пачелли, как и новый канцлер Франц фон Папен, был убеждён, что Центристской партии нужно создать коалицию с правыми, и что «это будет соответствовать их принципам».
Пачелли совершал множество дипломатических визитов по всей Европе и Америке, включая продолжительный визит в Соединённые Штаты в 1936 году, где встретился с президентом Франклином Рузвельтом, который назначил Джеймса Фарли личным посланником (не требующим утверждения в Сенате США) при Папе. Фарли неоднократно посещал Ватикан, встречался с Папами Пием XI и Пием XII, и способствовал возрождению дипломатических отношений между США и Ватиканом, прерванных после 1870 года, когда Папство потеряло контроль над землями Папской области и практически лишилось светской власти.

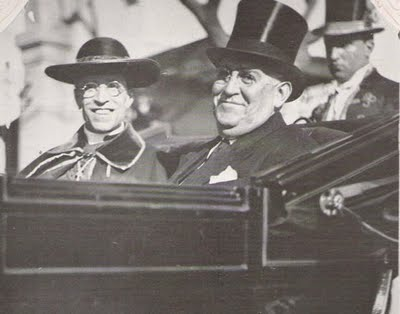
Улыбающийся Пачелли с президентом Аргентины Агустином Педро Хусто

Пачелли председательствовал в качестве папского легата на 32 и 34 Евхаристических конгрессах в Буэнос-Айресе (Аргентина) 10—14 октября 1934 года и в Будапеште (Венгрия) 25—30 мая 1938 года. В это время в Венгрии антисемитские законы находились в стадии разработки. Пачелли, ссылаясь на евреев, говорил: «Их губы проклинают [Христа] и сердца их отвергают Его даже сегодня». Это традиционное враждебное отношение к иудаизму было отменено в декларации «Nostra Ætate», выпущенной во время Второго Ватиканского собора.
Согласно Джозефу Боттуму, Пачелли в 1937 году предупредил американского консула в Берлине А. Клифорта, что Гитлер был «негодяем, ненадёжным и принципиально злым человеком». Клифорт писал, что Пачелли «не верил Гитлеру в его способности к умеренности и полностью поддерживал немецких епископов в их антинацистской позиции». В докладе, написанном Пачелли в следующем году для Рузвельта и переданном послом Джозефом Кеннеди, говорилось, что Церковь рассматривает компромисс с Третьим рейхом как «исключительный».
Историк Вальтер Буссман утверждал, что, когда папский нунций в Берлине сообщил Пачелли о событиях Хрустальной ночи в ноябре 1938 года, он [Пачелли], как Государственный секретарь, отговаривал Папу Пия XI, который в то время находился при смерти, от осуждения этих событий. Аналогичным образом, проект энциклики «Humani generis unitas» («О единстве человеческого рода»), который был готов в сентябре 1938 года, по мнению ответственных за издание документа и других источников, не был направлен в Святейший Престол иезуитом Владимиром Ледоховским. В проекте энциклики содержалось откровенное и ясное осуждение колониализма, расовых преследований и антисемитизма. Историки Георг Пасселеск и Бернард Суческу утверждали, что Пачелли узнал о существовании данной энциклики только после смерти Пия XI, и не решился её обнародовать. Пачелли использовал некоторые её части, назвав их «О единстве человеческого общества», в своей первой энциклике «Summi Pontificatus» («О Верховенстве Понтифика»). Его различные позиции по церковным и политическим вопросам во время его пребывания на посту Государственного секретаря были обнародованы Святым Престолом в 1939 году. Наиболее примечательным среди 50 выступлений является его обзор церковно-государственных вопросов в Будапеште в 1938 году.

### Конкордат с нацистской Германией и Mit brennender Sorge

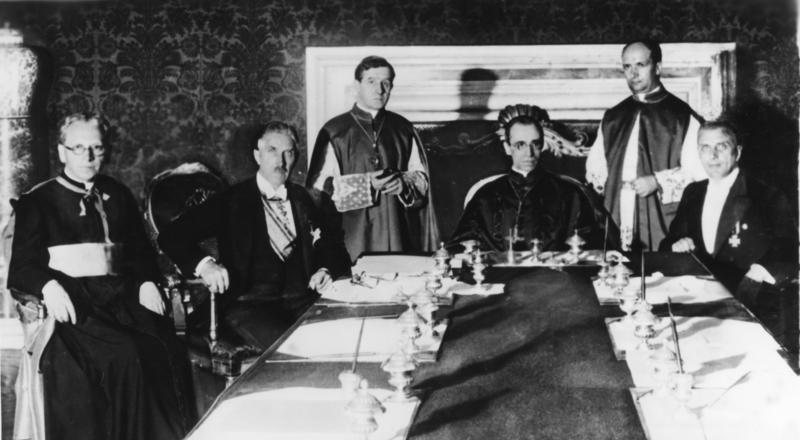
Подписание Конкордата с нацистской Германией 20 июля 1933 года. Слева направо: немецкий священник Людвиг Каас, немецкий вице-канцлер Франц фон Папен представляющий Германию, секретарь Священной конгрегации чрезвычайных церковных дел Джузеппе Пиццардо, Государственный секретарь Святого Престола кардинал Пачелли, апостольский протонотарий Альфредо Оттавиани посол Германии при Святом Престоле Рудольф Баттманн

Рейхсконкордат был неотъемлемой частью четырёх конкордатов Пачелли, заключённых от имени Ватикана с германскими государствами. Необходимость конкордатов обуславливалась преимуществом властей Веймарской республики, согласно немецкой конституции, в области образования и культуры, что уменьшало авторитет Церкви в данных областях, и стало главной заботой Ватикана. Как нунций в Баварии, Пачелли успешно договорился с баварскими властями в 1925 году о заключении конкордата. Он ожидал, что конкордат с католической Баварией станет образцом для остальной Германии. Пруссия проявила интерес к переговорам только после заключения баварского конкордата. Условия прусского конкордата 1929 года стали менее благоприятными для Церкви и исключали вопросы образования. Конкордат в Бадене был заключён в 1932 году, после того, как Пачелли переехал в Рим. Пачелли также договорился о конкордате с Австрией в 1933 году. Всего за десятилетний период 1922—1932 гг. было заключено 16 конкордатов и договоров с европейскими государствами.
Рейхсконкордат, подписанный 20 июля 1933 года между Германией и Святым Престолом, являлся, таким образом, частью общей политики Ватикана, но был спорным с самого начала. Он оставался самым важным конкордатом Пачелли, и обсуждался не из-за содержания, которое всё ещё действует сегодня, но из-за его сроков подписания. Конкордат с Германией был одной из главных целей Пачелли как Государственного секретаря, поскольку он надеялся укрепить правовое положение католической Церкви. Пачелли, хорошо знавший немецкие условия, особо подчёркивал защиту католических обществ (§ 31), свободу образования и католических школ, свободу публикаций.
Ранее, в 1920-х годах, Пачелли предпринимал безуспешные попытки добиться германского согласия по такому договору, а между 1930 и 1933 годами он попытался начать переговоры с представителями всех немецких правительств, однако оппозиция в лице протестантских и социалистических партий, нестабильность состава немецкого правительства и забота отдельных государств об охране своей автономии мешали этой цели. В частности, вопросы конфессиональных школ и пастырской работы в вооружённых силах не позволили достичь какого-либо соглашения на национальном уровне, несмотря на переговоры зимой 1932 года.
30 января 1933 года Адольф Гитлер был назначен канцлером. Он стремился добиться международного признания и устранить внутреннюю оппозицию со стороны представителей Церкви и Партии Центра. Он послал в Рим своего вице-канцлера Франца фон Папена, католического дворянина и члена Партии Центра, чтобы предложить переговоры о рейхсконкордате. От имени Пачелли, немецкий прелат Людвиг Каас, покидающий пост председателя Партии Центра, обсудил первые проекты условий с Папеном. Наконец, конкордат был подписан 20 июля и ратифицирован 10 сентября 1933 года.

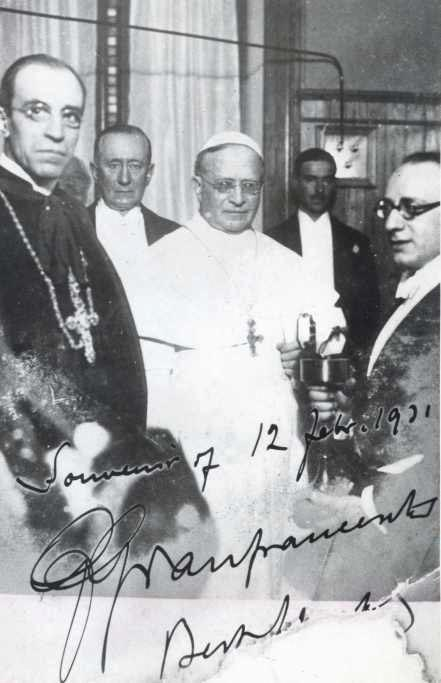
Пий XI с кардиналом Пачелли на открытии Радио Ватикана 12 февраля 1931

Отец Франциск Стратманн, старший капеллан Берлинского университета, писал: «Души добропорядочных людей находятся в смятении, результатом которого стала тирания национал-социалистов, и я просто констатирую факт, когда говорю, что авторитет епископов среди католиков и не католиков был поколеблен одобрением национал-социалистического движения со стороны духовенства». Епископ Берлина Конрад фон Прейзинг предостерёг от компромисса с новым режимом, будучи среди противников тех, кто видел нацистское преследование церкви как отклонение, которое исправит Гитлер.
Между 1933 и 1939 годами Пачелли выпустил 55 протестов против нарушений рейхсконкордата. В частности, в начале 1937 года Пачелли попросил нескольких немецких кардиналов, в том числе кардинала Михаэля фон Фаульхабера, помочь ему написать протест против нацистских нарушений рейхсконкордата, который стал основой вышедшей 10 марта 1937 года энциклики «Mit brennender Sorge». Энциклика была впервые написана на немецком языке, и впервые не на латыни — официальном языке Римско-католической церкви. Тайно распространяемая мотоциклистами и прочитанная со всех кафедр католической церкви в Германии в Вербное воскресенье, она осуждала языческую идеологию национал-социализма. Пий XI приписывал создание энциклики письму-протесту Пачелли. Это было первое официальное осуждение нацизма, совершённое какой-либо крупной организацией, что привело к преследованию Церкви разъярёнными нацистами, которые закрыли все католические печатные издания и «приняли многочисленные меры против Церкви, включая организацию длительной серии испытаний безнравственностью католического духовенства».
10 июня 1941 года папа прокомментировал проблемы рейхсконкордата в письме к баварскому епископу Пассау: «История рейхсконкордата показывает, что у Германии не было оснований отнимать минимальные свободы и права Церкви, без которых Церковь просто не может жить и действовать, несмотря на формальные соглашения».
Кардинал Пачелли прочитал лекцию под названием „La Presse et L’Apostola“ в Папском университете святого Фомы Аквинского 17 апреля 1936 года.

## Избрание и понтификат

### Конклав и коронация

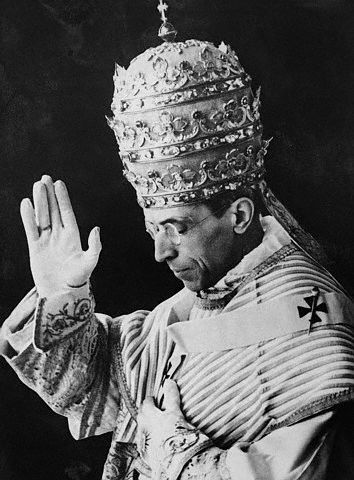
Папа Римский Пий XII

Папа Пий XI скончался 10 февраля 1939 года. Некоторые историки интерпретировали конклав по избранию его преемника, как стоящий перед выбором между дипломатическим или духовным кандидатом. Кардиналы-выборщики посчитали дипломатический опыт Пачелли, особенно в отношениях с Германией, решающим фактором. Эудженио Мария Джузеппе Джованни Пачелли был избран Папой Римским 2 марта 1939 года, в 63-й день своего рождения, после одного дня обсуждения и проведения трёх туров голосования. По слухам, Пачелли просил провести ещё один тур голосования, чтобы гарантировать справедливость избрания.
Он был первым Государственным секретарём, избранным Папой со времён Климента IX в 1667 году, и одним из двух кардиналов, имевших на момент избрания Папой должность камерленго Римско-католической церкви (другим был Папа Лев XIII). После того, как его избрание было действительно подтверждено, он выбрал имя Пий XII в честь своего непосредственного предшественника.
Папская коронация состоялась 12 марта 1939 года. После того, как он был избран Папой, он также формально стал Великим магистром Ордена Святого Гроба Господнего Иерусалимского, префектом Конгрегации доктрины веры, префектом Конгрегации по делам восточных церквей и префектом Конгрегации по делам епископов. Однако согласно традиции был назначен кардинал-секретарь для повседневного выполнения данных функций.
Пачелли принял такое же папское имя, как и его предшественник, имя, используемое исключительно римскими папами: „Я называю себя Пием, вся моя жизнь была связана с именем Папы Пия, но особенно в знак благодарности к Пию XI“. 15 декабря 1937 года во время своей последней консистории, Пий XI намекнул кардиналам, ожидая, что Пачелли станет его преемником, и сказал: „Он находится среди вас“. Как сообщалось ранее, он заявил: „Если сегодня умрёт Папа Римский, завтра на его место будет назначен другой, поскольку Церкви необходимо продолжать свою деятельность. Но если умрёт кардинал Пачелли, это станет ещё большей трагедией, поскольку его потеря будет невосполнима. Каждый день я молю Господа, чтобы он послал ещё одного такого человека в одну из наших семинарий, но на сегодняшний день кардинал Пачелли остаётся единственным в своём роде“.

### Назначения

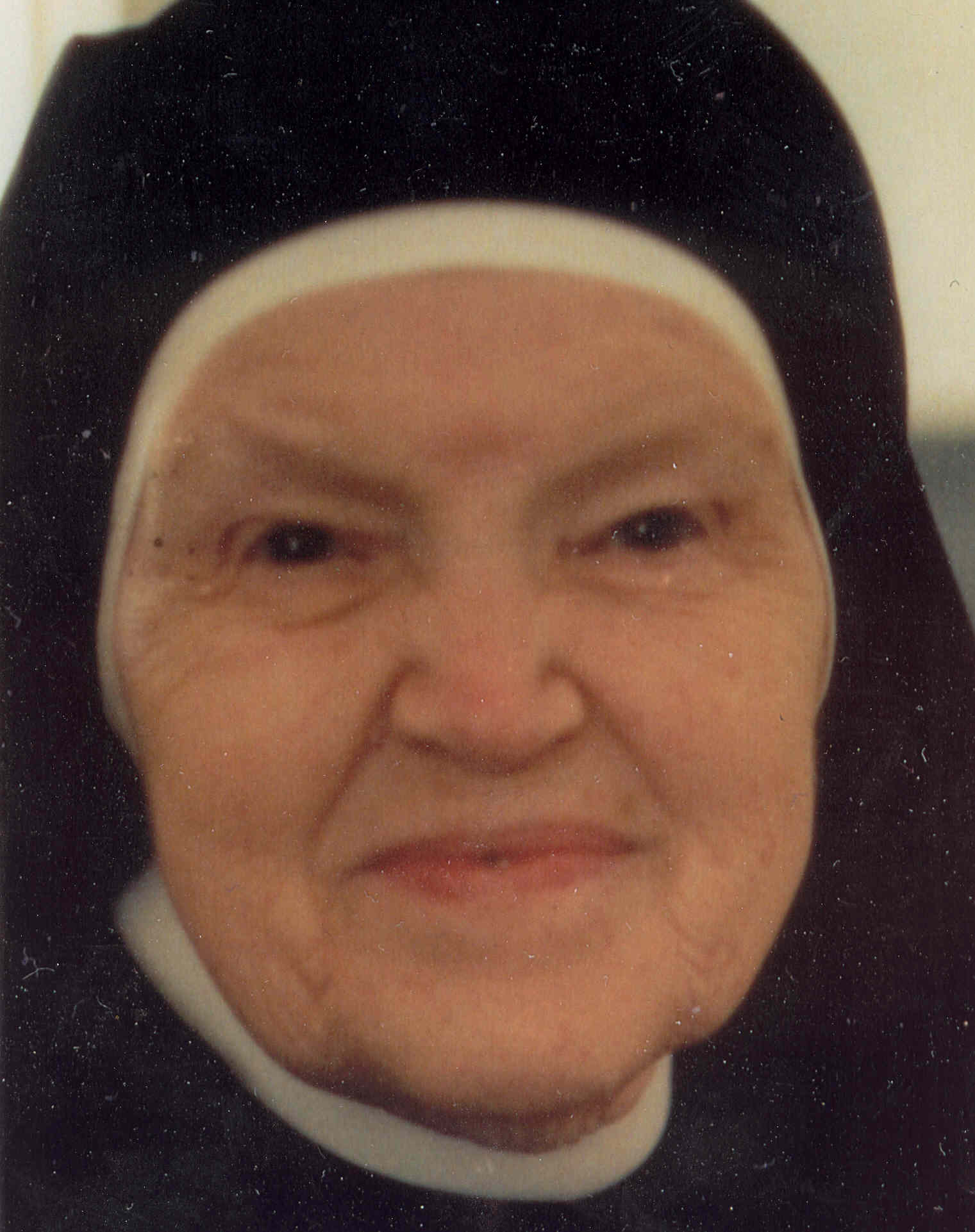
Сестра Паскалина Ленерт, экономка и доверенное лицо Пия XII в течение 41 года, вплоть до его смерти

После своего избрания, Пий XII сделал Луиджи Мальоне своим преемником на посту Государственного секретаря. Кардинал Мальоне, опытный ватиканский дипломат, будучи нунцием в Швейцарии, восстановил дипломатические отношения с этой страной, и на протяжении почти 10 лет был нунцием во Франции.
Тем не менее, Мальоне не пользовался влиянием своего предшественника Пачелли, который, будучи Папой, более благоволил монсеньорам Джованни Монтини (позднее Папа Павел VI) и Доменико Тардини. Однако после смерти Мальоне 22 августа 1944 года, пост Государственного секретаря оставался вакантным 14 лет: обязанности были разделены между двумя апостольскими протонотариями — Доменико Тардини и Джованни Монтини, которые в 1952 году оба были названы про-государственными секретарями, по чрезвычайным и обычным делам соответственно. В 1953 году Пий XII решил даровать им обоим сан кардинала, однако оба отвергли это предложение. В 1954 году Монтини оставил Римскую курию, чтобы стать архиепископом Милана после смерти Альфредо Шустера, а Тардини только при Папе Иоанне XXIII был назначен Государственным секретарём. Оба стали кардиналами уже при Папе Иоанне XXIII на консистории 15 декабря 1958 года.
Пий XII постепенно разрушил итальянскую монополию в Римской курии. Он пользовался услугами немецких и голландских советников-иезуитов: Роберта Лейбера, Августина Беа и Себастьяна Тромпа. Он также поддерживал возвышение роли американцев в жизни Церкви, таких как кардинал Фрэнсис Спеллман. После Второй мировой войны Пий XII назначил на руководящие и ответственные должности больше не-итальянцев, чем любой другой Папа до него. Американские прелаты и епископы были назначены на многие посты: Джозеф Патрик Хёрли стал регентом нунциатуры в Югославии в 1945 году, Джеральд О’Хара стал регентом нунциатуры в Румынии в 1947 году, и Джозеф Мюэнк в 1949 году стал регентом, а потом нунцием в Германии. Впервые множество молодых прелатов европейцев, азиатов и американцев обучались в различных конгрегациях и секретариатах Ватикана для последующего служения по всему миру.

### Консистории

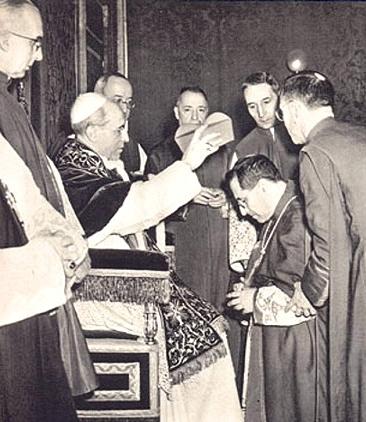
Папа Пий XII возводит в кардиналы Джузеппе Сири, 12 января 1953, Кастель-Гандольфо

Только дважды за свой понтификат Пий XII провёл консисторию для назначения новых кардиналов, в отличие от своего предшественника Пия XI, который провёл 17 консисторий за 17 лет понтификата. Пий XII решил не называть новых кардиналов во время Второй мировой войны, число кардиналов сократилось до 38, а архиепископ Филадельфии Деннис Джозеф Доэрти стал единственным живущим кардиналом из США.
Первая консистория прошла 18 февраля 1946 года, позже стала известна как „Великая Консистория“, позволила возвести 32 новых кардинала и побила рекорд консистории от 1 июля 1517 года, на которой Папа Римский Лев X возвёл в кардиналы 31 человека. 32 кардинала „Великой Консистории“ составили почти 50 % Коллегии кардиналов, предел численности которой в то время составлял 70 кардиналов. В данной консистории Пий XII, сохраняя максимальный размер коллегии кардиналов в 70 человек, назвал кардиналов из Китая, Индии, Ближнего Востока, увеличил число кардиналов из Северной и Южной Америки, пропорционально уменьшая число итальянских кардиналов.
Вторая консистория прошла 12 января 1953 года в Кастель-Гандольфо, позволила возвести 24 новых кардинала, на ней в частности ожидалось, что ближайшие сподвижники Папы Доменико Тардини и Джованни Монтини получат сан кардинала, однако Пий XII сообщил собравшимся кардиналам, что оба были первоначально первыми кандидатами в списке, но отклонили предложение и были вознаграждены вместо этого другими поощрениями и почестями.
Обе консистории 1946 и 1953 годов положили конец более чем пятисотлетней традиции большинства итальянцев в Коллегии кардиналов. За некоторыми исключениями, итальянские прелаты положительно восприняли эти изменения. Протесты и открытое противостояние к усилению интернационализации Коллегии кардиналов практически отсутствовало.

## Церковные реформы

### Литургические реформы
В своей энциклике «Mediator Dei» Пий XII связывает литургию с последней волей Иисуса Христа: 

«Но именно Его воля утвердила, что поклонение, которое Он установил и практиковал во время Своей жизни на земле, впоследствии всегда будет продолжаться без перерыва. Ибо Он не оставил человечество одиноким. Он по-прежнему предлагает нам поддержку через Своё могущественное, неизменное заступничество, выступая в качестве нашего „Защитника Отца“. Он помогает нам также через Церковь Свою, где Он присутствует, поскольку глаза Его проходят через неё. Он создал Церковь как „столп истины и благодати“, основал её Своей жертвой на кресте, освятил и утвердил навсегда».

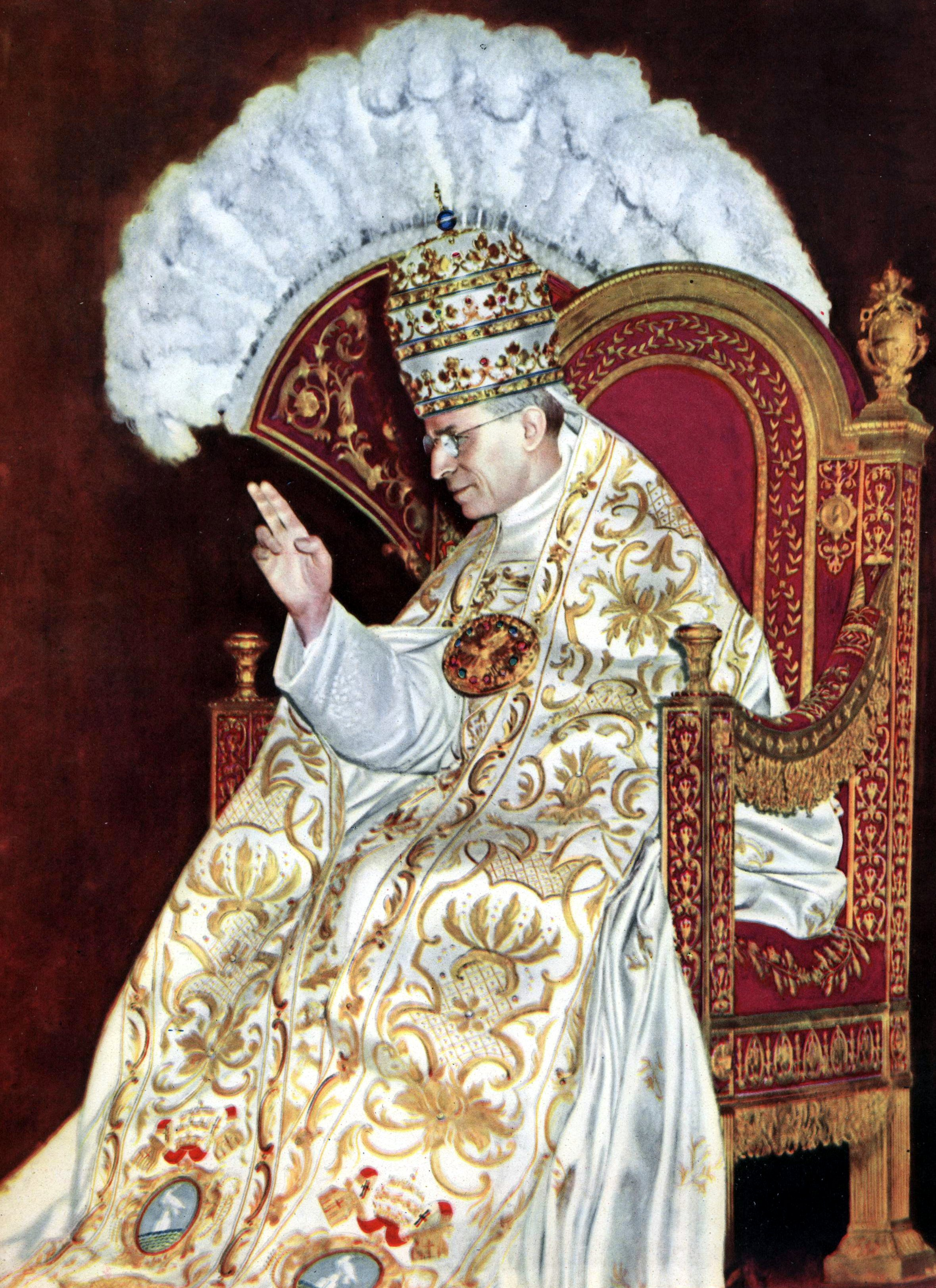
Папа Пий XII восседает на Sedia Gestatoria, 1949 год

Таким образом, по мнению Пия XII, Церковь имеет общую со Христом цель: учит всех людей истине, принося Богу достойную и приемлемую жертву. Церковь восстанавливает единство между Творцом и Его творением. Принеся Себя в жертву на кресте, Христос передаёт и разделяет Божественную благодать от Себя между членами «Тела Своего — Своей Церкви»(1Кор. 12:27)(1:18).
Епископ Ботукату Карлус Дуарте Коста, давний критик политики Пия XII во время Второй мировой войны, противник церковного безбрачия и использования латыни в качестве основного языка церковной литургии, в 1937 году был лишён кафедры ординария епархии Ботукату после того, как не исполнил инструкции апостольской нунциатуры, и назначен титулярным епископом Епархии Мавры. Обосновался в Рио-де-Жанейро, где нашёл поддержку у кардинала Себастьяна Леме да Сильвейра Синтра. Во время Второй мировой войны призывал к проверке священников итальянской и немецкой национальности, подозревая и обвиняя их в симпатиях к фашизму и нацизму. В это же время обвинял Святой Престол в поддержке европейского фашизма. В 1944 году он был арестован и содержался в тюрьме города Белу-Оризонти по обвинению в распространении коммунистических идей. В 1945 году обвинял Святой Престол за помощь бежавшим нацистам, укрывшимся в Бразилии. В августе 1945 года объявил о создании Бразильской католической апостольской церкви и незаконно рукоположил двух новых епископов, за что был отлучён от Римско-Католической церкви.
Многочисленные реформы Пия XII имеют две основные характеристики: обновление и возрождение старых литургических традиций, таких как, порядок пасхального богослужения и более структурированная атмосфера внутри церковных зданий.

### Реформа канонического права
Децентрализованность власти и возросшая независимость униатских церквей способствовали реформам восточного канонического права. В новых конституциях восточные патриархи были сделаны почти независимыми от Рима (CIC Orientalis, 1957). Были принятые новые законы: брачного права (CIC Orientalis, 1949), гражданского права (CIC Orientalis, 1950), о религиозных ассоциациях и праве собственности (CIC Orientalis, 1952). Данные реформы и труды Пия XII были направлены на то, чтобы обеспечить большую независимость восточных католических церквей, устанавливая их равными в мистическом Теле Христа, и стать моделью для восточных православных церквей, если они решат воссоединиться с Католической Церковью.

### Священство
В апостольской конституции «Sedis Sapientiae» Пий XII добавил социальные науки — социологию, психологию и социальную психологию — к пастырской подготовке будущих священников. Пий XII подчёркивал необходимость систематического анализа психологического состояния кандидатов в священники для того, чтобы они были способны к служению и жизни в безбрачии. Пий XII добавил один год к теологическому образованию будущих священников — «пастырский год», включавший в себя введение в практику приходской работы.
Пий XII писал в «Menti Nostrae» что призыв к постоянной внутренней реформе и христианскому героизму означает необходимость стать выше среднего, и быть живым примером христианской добродетели. Строгие нормы, регулирующие жизнь священников, призваны сделать их образцом христианского совершенства для мирян. Епископам рекомендовалось смотреть на образцовых святых, таких как Бонифаций и Папа Пий X. Священникам было предложено стать живыми примерами любви Христа и Его жертвы.

## Богословие

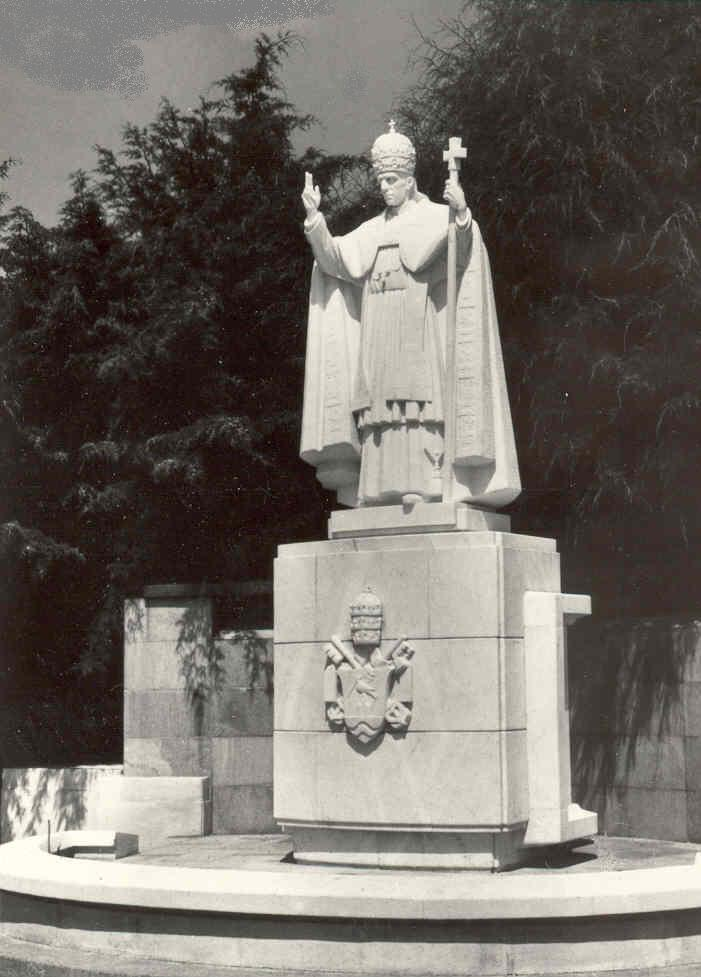
Памятник Пию XII в Фатиме, Португалия. Папа Пий XII сказал следующее: «Подобно тому, как несколько лет назад мы посвятили весь род человеческий Непорочному Сердцу Девы Марии, Матери Божией, так и сегодня мы посвящаем, и в особенном порядке мы доверяем все народы России этому Непорочному сердцу…»

Пий XII написал о католической вере 41 энциклику и почти 1000 посланий и речей за время своего долгого понтификата. Энциклика «Mediator Dei» говорит о литургии и участии прихожан в жизни Церкви, а энциклика «Divino afflante Spiritu» говорит о новых библейских исследованиях. Наставления Папы Пия XII о католицизме были гораздо шире и глубже, и поэтому трудны в подведении итогов. В своих многочисленных выступлениях он говорил о том, что католическое учение связано с различными аспектами жизни, образования, медицины, политики, войны и мира, жизни святых и Марии Матери Божьей, вечными и современными вещами. Теологически Пий XII уточнил и упрочил природу учения Церкви. Он также дал новую свободу для участия в богословских исследованиях.

### Богословская ориентация

#### Библейские исследования
В энциклике «Divino afflante Spiritu», опубликованной 30 сентября 1943 года, подчёркивалась важность Библии в жизни католиков. Пий XII освободил библейские исследования от предыдущих ограничений. Он призвал христианских богословов пересмотреть оригинальные версии Библии на греческом и еврейском языках.
Отметив успехи в археологии и исторических исследованиях, делающих целесообразным дополнительное изучение Библии, энциклика обратила вспять энтузиазм Папы Льва XIII, который осудил использование Высшей критики и возвращение к оригинальным текстам для разрешения двусмысленности в Латинской Вульгате.
Ранние католические переводы Библии на современные языки осуществлялись, как правило, на основе Латинской Вульгаты, канонического текста Библии, используемого в церковной литургии, который в свою очередь был переводом с древнееврейского, арамейского и древнегреческого (койне) языков. В своей энциклике Папа подчёркивает важность тщательного изучения этих языков оригинала и других близкородственных языков, с тем, чтобы прийти к более глубокому и более полному знанию и пониманию священных текстов.
Энциклика требует гораздо лучшего понимания древней еврейской истории и традиций. Это требует от епископов всей Церкви инициировать библейские исследования для мирян. Понтифик также просит переориентировать католическое обучение и образование, гораздо больше полагаясь на священные писания в проповедях и религиозном обучении.

#### Роль теологии
Однако эта теологическая свобода не распространяется на все аспекты теологии. Согласно Пию XII, богословы и теологи являются помощниками, учат официальному учению Церкви, а не своим собственным мыслям. Они могут свободно участвовать в эмпирических исследованиях, которые щедро поддерживает Церковь, но в вопросах морали и религии они подвергаются учительству и авторитету Церкви — Магистериуму. «Самой благородной задачей богословия является показать, как учение, определённое Церковью, содержится в источниках откровения… в том смысле, в котором оно было определено Церковью». Достоверно интерпретировать доктрину веры дано не каждому верующему, и даже не богословам, а только Церкви.

### Мариология

#### Посвящение мира Непорочному сердцу Девы Марии
В детстве, и в более зрелом возрасте, Пий XII был горячим последователем Девы Марии. Он был рукоположён в сан епископа 13 мая 1917, в день откровения о Богоматери Фатимской, посвятил мир Непорочному Сердцу Марии 13 мая 1944 года, а похоронен в склепе Собора Святого Петра в праздник Богоматери Фатимы, 13 октября 1958 года, в годовщину последнего явления Девы Марии.

#### Догмат Успения Богоматери

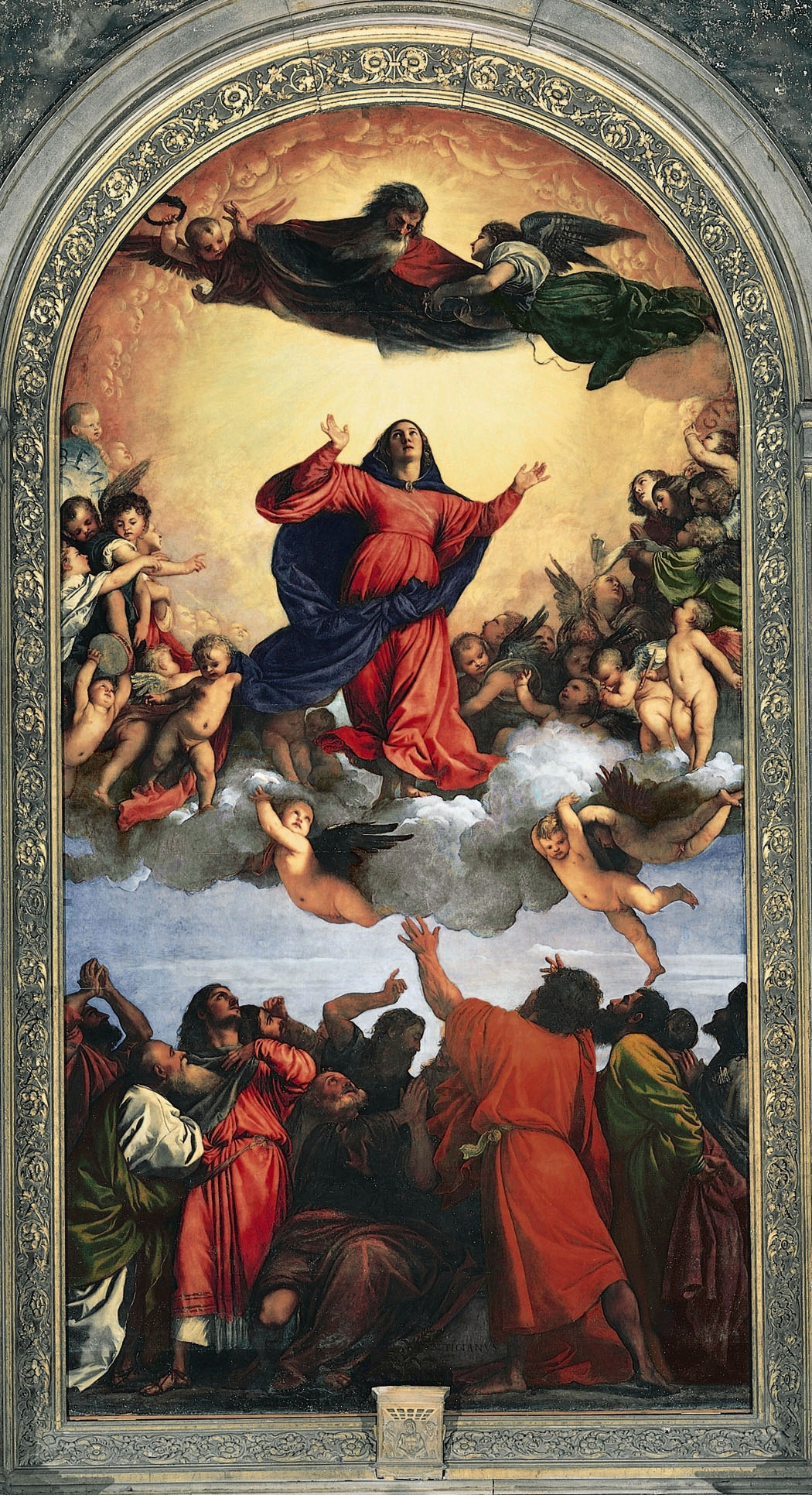
«Вознесение Девы Марии», Тициан

1 ноября 1950 года в своей апостольской конституции Munificentissimus Deus папа Пий XII сформулировал догмат: «Именем Господа нашего Иисуса Христа, Пресвятых апостолов Петра и Павла, и нашей собственной властью мы провозглашаем, объявляем и определяем как богооткровенную догму: Непорочная Богородица, Дева Мария, завершив круг своей земной жизни, была телом и душой вознесена на небо». Позднее догмат поддержан Вторым Ватиканским собором в конституции «Lumen Gentium».
В своей предыдущей энциклике «Deiparae Virginis Mariae», изданной 1 мая 1946 года, Папа Пий XII заявил, что в течение длительного времени получал многочисленные петиции от церковных иерархов, различных ассоциаций, университетов и частных лиц с просьбами, чтобы Вознесение Девы Марии получило статус догмата веры.
Следуя примеру Папы Пия IX, который опрашивал католических епископов перед провозглашением догмата о Непорочном зачатии Девы Марии, Пий XII обратился к католическим епископам, чтобы узнать их позицию в отношении провозглашения догмата. 

«Истинный Бог, который из вечности рассматривал Деву Марию как наиболее достойное и уникальное создание, когда настал момент привести Его божественное предначертание в исполнение, предоставил ей в Своей безграничной щедрости все блага, которые воссияли в ней в виде совершенной гармонии. И хотя Церковь всегда признавала эту высшую щедрость и совершенную гармонию милостей и ежедневно изучала их на протяжении веков, в наше время следует признать чудо Вознесения на небо Марии, Пресвятой Богородицы, чтобы оно воссияло ещё явственнее».

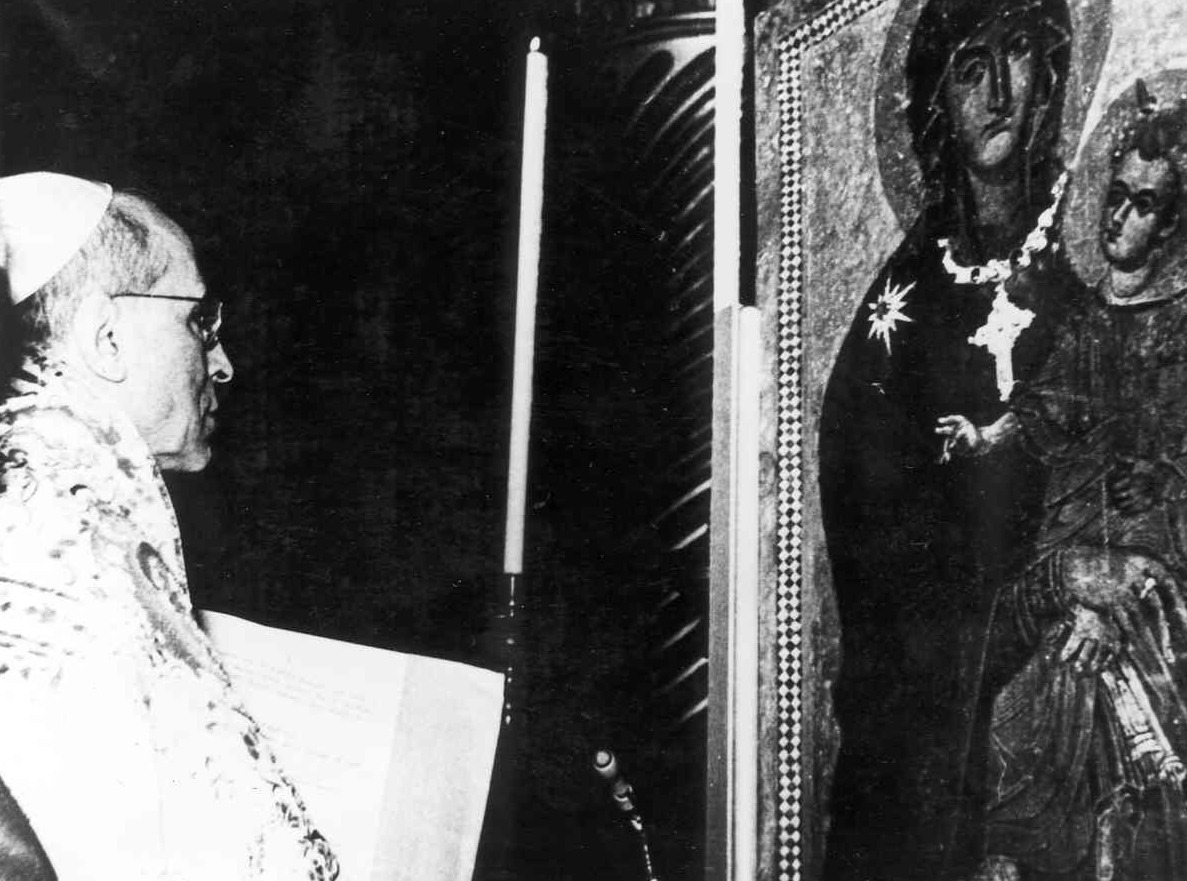
Папа Пий XII коронует Salus Populi Romani

В марте 1950 года, примерно за восемь месяцев до публикации Munificentissimus Deus, немецко-американский протестантский теолог Пауль Тиллих поинтересовался у другого протестантского теолога Рейнхольда Нибура, ожидает ли он, что папа провозгласит догмат о вознесении Богородицы. Нибур ответил: «Я так не думаю, он [папа] слишком умён для этого, это было бы пощёчиной всему современному миру, и делать это сегодня было бы опасно для Римской церкви».
Munificentissimus Deus пользуется «почти единодушным» признанием современных епископов. Имена епископов, присутствовавших на провозглашении догмата в 1950 году, высечены на входе в Собор Святого Петра в Ватикане.
Энциклика «ulgens corona» от 8 сентября 1953 года объявляла 1954 Годом Девы Марии, в год столетия определения догмата о непорочном зачатии Девы Марии, энциклика «Ad Caeli Reginam» 11 октября 1954 года устанавливает праздник Царицы Небесной, а энциклика «Mystici corporis Christi» резюмирует работы Папы Пия XII по Мариологии.

### Социальные учения

#### Медицинская теология
Пий XII выступал с многочисленными речами для медицинских работников и исследователей. Он обращался к врачам, медсёстрам, акушеркам, чтобы подробно описать все аспекты прав и достоинств пациентов, медицинские обязанности, моральные последствия психологических заболеваний и использования психофармакотерапии. Пий XII также занимался такими вопросами, как использование лекарств неизлечимо больными, медицинской ложью серьёзно больным и правами членов семьёй по принятию решений против экспертной медицинской помощи. Папа Пий XII частично пересматривал ранее принятую истину о том, что использование болеутоляющих средств неизлечимо больными пациентами оправдано, даже если это может сократить жизнь пациента, если сокращение жизни не является самой целью.

#### Семья

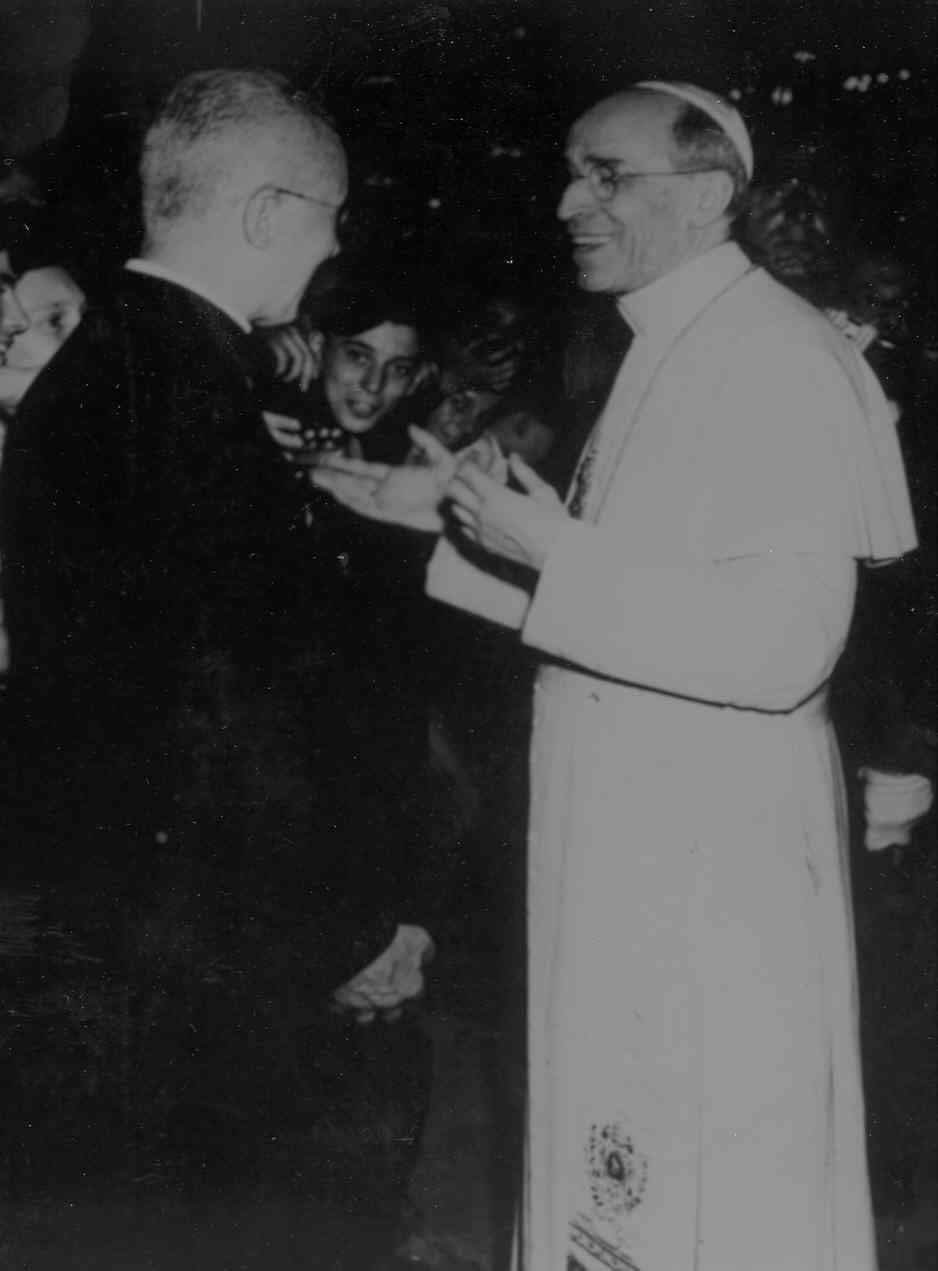
Пий XII приветствует паломников, 9 сентября 1950 года, Собор Святого Петра

Папа Пий XII разработал обширную семейную теологию, обсуждая семейные роли, разделение обязанностей по дому, образование детей, разрешение конфликтов, финансовые и психологические проблемы, болезни, заботу о старшем поколении, безработицу, супружескую святость и добродетель, общую молитву, религиозные дискуссии и многое другое. Пий XII принял Календарный метод как нравственную форму планирования семьи, но только в ограниченных обстоятельствах, в контексте семьи.

#### Богословие и наука
Для Пия XII наука и религия были небесными сёстрами, различными в проявлениях божественной точности, которые в долгосрочной перспективе не могли противоречить друг другу. Что касается их связи, то советник папы профессор Роберт Лейбер писал: «Пий XII очень осторожно закрывал преждевременно двери, он был энергичен в этом вопросе и сожалел о том, что случилось с Галилеем».

#### Эволюция
12 августа 1950 года Пий XII обнародовал энциклику «Humani generis», в которой признал, что эволюция может точно описать биологическое происхождение человеческой жизни, но в то же время подверг критике тех, кто «неосторожно и неосмотрительно придерживается версии, что эволюция… объясняет происхождение всех вещей. Католики должны верить, что человеческая душа была создана непосредственно Богом. Поскольку душа — это духовная субстанция, она не возникает посредством трансформации материи, а непосредственно сотворена Богом, откуда и возникает особая уникальность каждого человека…». Пятьдесят лет спустя Папа Иоанн Павел II заявил, что научные доказательства сейчас оказались в пользу эволюционной теории, и оставил в силе различие Пия XII в отношении человеческой души. Даже если человеческое тело происходит от существующей живой материи, говорил Иоанн Павел II, то душа спонтанно создаётся Богом.

### Энциклики, труды и речи

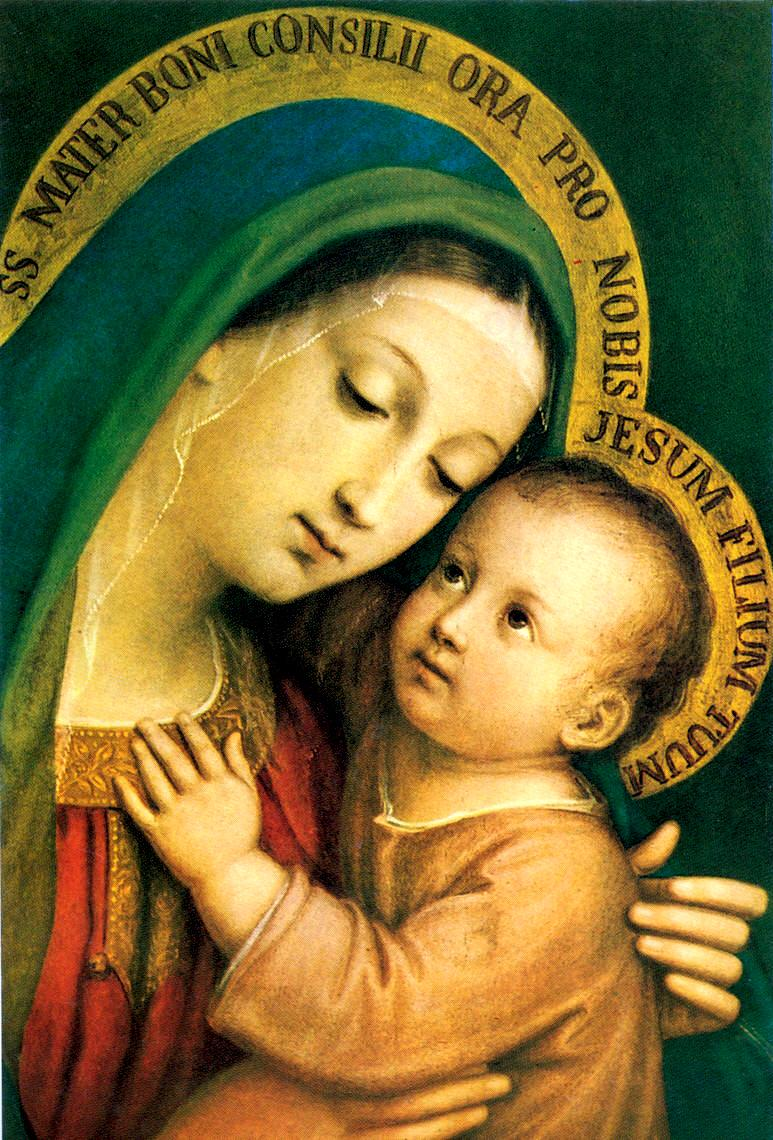
Икона Божией Матери Доброго совета. В 1939 году Папа Пий XII поместил свой понтификат под защиту Божией Матери Доброго совета и сочинил молитву к ней

Пий XII издал 41 энциклику за время своего понтификата — больше, чем все его предшественники за последние 50 лет вместе взятые, наряду со многими другими писаниями и речами. Понтификат Пия XII был первым в истории Ватикана, во время которого систематически публиковались папские речи и обращения на языках народов, которым они были адресованы. До Пия XII все папские документы издавались преимущественно на латыни, в официальном бюллетене Святого Престола Acta Apostolicae Sedis с 1909 года. Из-за новизны данного решения и опасности оккупации Ватикана немецким вермахтом, не все документы сохранились до сегодняшнего дня. В 1944 году несколько папских документов были сожжены или «обнесены стеной», чтобы избежать обнародования наступающей немецкой армией. Учитывая, что все публикации должны быть предварительно рассмотрены Папой, чтобы избежать каких-либо недоразумений, несколько речей Пия XII, для которых он не нашёл достаточно времени, чтобы проверить их, никогда не публиковались или появились только один раз в ежедневной газете Ватикана L’Osservatore Romano.
Некоторые энциклики были обращены к Восточным католическим церквям. «Orientalis Ecclesiae» была выпущена 9 апреля 1944 года по случаю 1500-летия со дня смерти Кирилла Александрийского — святого, общего для восточного и западного христианства. Пий XII часто молился и просил даровать молитву для лучшего понимания и объединения Церквей. Энциклика «Orientales omnes Ecclesias», выпущенная 23 декабря 1945 года в честь 350-летнего юбилея воссоединения с Украинской грекокатолической церковью, является призывом к продолжению единства с Русинской грекокатолической церковью, существованию которой угрожали власти Советского Союза. Энциклика «Sempiternus Rex», выпущенная 8 сентября 1951 года по случаю 1500-летия Вселенского Халкидонского собора, включала призыв к восточным общинам, придерживающимся миафизитской теологии, вернуться в Католическую церковь. Энциклика «Orientales Ecclesias» была выпущена 15 декабря 1952 года и посвящена преследованию восточных Церквей и описанию безвыходного положения верующих в Болгарии. Несколько апостольских писем были посланы епископам на Востоке. 13 мая 1956 года Папа Пий XII обратился ко всем епископам Восточного обряда. Мария, Матерь Божья, была предметом энциклики «Fulgens corona» от 8 сентября 1953 года, а также центральной фигурой в папском письме народу России.
Пий XII сделал два существенных вмешательства в средства массовой информации. Его дискурс 1955 года «Идеальный фильм», первоначально представленный в двух частях членам итальянской киноиндустрии, предложил «сложный анализ киноиндустрии и роли кино в современном обществе». По сравнению с учением его предшественника, энциклика «Miranda Prorsus» от 8 сентября 1957 года показывает «большое уважение к важности кино, телевидения и радио».

### Праздники и богослужения
В 1958 году Папа Пий XII объявил Праздник Святейшего Лика Иисуса в Масленицу (Жирный вторник перед Пепельной средой) для всех католиков. Первая медаль Святого Лика, созданная сестрой Марией Пьериной Де Микели, была основана на изображении с Туринской плащаницы и предложена Пию XII, утвердившему медаль и преданность на её основе. Общая преданность Святому лику Иисуса была одобрена ещё Папой Львом XIII в 1885 году, прежде чем был сфотографирован образ на Туринской плащанице.

## Канонизации и беатификации
Папа Пий XII причислил к лику святых (канонизировал) 34 человека, включая Папу Пия X, 29 мая 1954 года, так как «оба были настроены искоренить, насколько это возможно, все следы опасного инакомыслия» и Марию Горетти 24 июня 1950 года, а также причислил к лику блаженных (беатифицировал) 41 человека, включая Папу Иннокентия XI, 7 октября 1956 года.
Первыми канонизированными 2 мая 1940 года были две женщины: монахиня, основательница женской монашеской конгрегации «Сёстры Пресвятой Девы Марии Милосердия Доброго Пастыря» Мария Евфразия, и молодая девушка, у которой в 20 лет стали появляться стигматы, Джемма Гальгани. Мария Евфразия основала конгрегацию для помощи людям, оказавшимся в трудных ситуациях, предоставляя им кров, пропитание, профессиональное обучение и возможность исправления. Джемма Гальгани была девушкой, у которой стали появляться стигматы, и которая во время болезни переживала различные экстраординарные мистические явления.

## Вторая мировая война

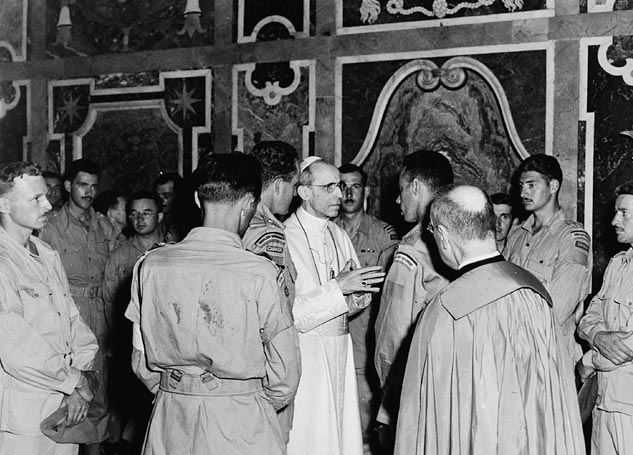
Военные 22-го Королевского полка Канады на аудитории с Папой Пием XII, после освобождения Рима в 1944 году

Пий XII стремился повлиять на мировых лидеров для того, чтобы предотвратить начало Второй мировой войны, но не сумев этого сделать, в энциклике «Summi Pontificatus» от 20 октября 1939 года выразил своё сожаление, что война всё-таки началась. Папа Пий XII следовал строгой государственной политике нейтралитета Ватикана на протяжении всей войны, что стало зеркальным отражением политики Папы Бенедикта XV во время Первой мировой войны, но проповедовал против эгоистичного национализма посредством использования дипломатии, проповедей, радиопередач, создания Ватиканской службы информации, и работал над уменьшением страданий жертв войны. Он разрешал местным церквям оценивать и формулировать ответы нацистам, и поручил им обеспечить осторожную помощь евреям.
В 1939 году по инициативе Пия XII Ватикан стал центром помощи, которую Папа организовал для людей из разных уголков мира. По просьбе Папы в Ватикане находилось информационное бюро для военнопленных и беженцев, которое в годы своего существования с 1939 по 1947 получило почти 10 миллионов (9 891 497) информационных запросов и произвело более 11 миллионов (11 293 511) ответов в отношении пропавших без вести лиц.
Профессор Макголдрик из Мидлсекского университета делает вывод о том, что во время войны::

«Папа Римский Пий XII имел подлинную привязанность и любовь к Германии, но нельзя сказать, что он разделял те же чувства по отношению к тем криминальным элементам, в руках которых эта страна оказалась. Папа с опаской относился и к большевизму — идеологии, посвящённой уничтожению церкви, главой которой сам являлся. Симпатии же его принадлежали странам-союзникам и демократиям, в особенности это касалось США, в чью военную экономику он перевёл и вложил значительную часть активов Ватикана».

### Начало войны

#### Summi Pontificatus
«Summi Pontificatus» от 20 октября 1939 года стала первой папской энцикликой, выпущенной Пием XII, и установила некоторые темы его будущего понтификата. Во время составления энциклики, с немецкого вторжения в католическую Польшу началась Вторая мировая война: «страшная буря войны уже бушует, несмотря на все наши усилия по её предотвращению». Энциклика осуждала антисемитизм, войну, тоталитаризм, нападение на Польшу и нацистское преследование Церкви.
Пий XII повторил церковное учение о «принципе равенства» — с особой ссылкой на евреев: «нет ни язычника, ни еврея, обрезания и необрезания». Отсутствие солидарности, «навязанное нашим общим происхождением и равенством рациональности у всех людей», было названо «пагубной ошибкой». Католики повсюду были призваны предлагать «сострадание и помощь» жертвам войны. Папа Пий XII заявил о решимости работать, чтобы ускорить возвращение мира, и довериться молитвам за справедливость, любовь и милосердие, чтобы победить бедствия войны. В энциклике также осуждались случаи смерти невоеннопленных.
Эти темы рассматривались в последующем в энцикликах «Non abbiamo bisogno» от 29 июня 1931 года, «Mit brennender Sorge» от 10 марта 1937 года и «Divini Redemptoris» от 19 марта 1937 года. Пий XII выступал против «антихристианских движений» и говорил о возвращении к Церкви тех, кто следовал «ложному стандарту… в заблуждение впал по ошибке, страсти, искушению и предрассудкам, [которые] отступили от веры в истинного Бога». Пий XII писал о «христианах, которые к сожалению, больше по имени, чем на самом деле», показывающих «трусость» перед лицом преследования со стороны этих вероучений, и одобрил сопротивление:

Кто из «солдат Христовых» — священнослужитель или мирянин — не чувствует себя подстрекаемым и подстрекаемым к большей бдительности, к более решительному сопротивлению, в виду растущего множества врагов Христовых, по мере того как он замечает, что представители этих тенденций отрицают или на практике пренебрегают животворными истинами и ценностями, присущими вере в Бога и во Христа, поскольку он видит, что они бесцеремонно нарушают Божьи заповеди, чтобы заменить их другими заповедями и другими стандартами, лишёнными морального содержания Откровения на Синае, стандартами, в которых дух Нагорной проповеди на горе и на Кресте не имеет места?
Пий XII писал о преследовании Церкви и времени, требующем «благотворительности» для жертв, которые имели «право» на сострадание, выступая против вторжения в Польшу и убийства гражданских лиц:

[Это] «Час тьмы»… в котором дух насилия и разлада привносит неописуемые страдания человечеству… Нации и народы охвачены трагическим водоворотом войны, и возможно находятся ещё только в «начале бедствий»… Но даже сейчас в тысячах семей царят смерть и запустение, плач и страдания. Кровь бесчисленных людей, даже не военнопленных, вызывает жалкую панихиду над нацией, такой, как «наша дорогая Польша», которая в своей верности Церкви и за свои заслуги в защите христианской цивилизации, написана неизгладимыми персонажами в анналах истории, и имеет право на великодушное и братское сочувствие всего мира. Польша ждёт, опираясь на мощное заступничество Девы Марии, помощь всех христиан, час воскресения в гармонии с принципами справедливости и истинного мира.
Когда Италия ещё не была союзником Гитлера в войне, итальянцы были призваны оставаться верными сынами и дочерьми Церкви. Пий XII избегал явного денонсирования от гитлеризма или сталинизма, установив «беспристрастный» общественный порядок, который стал спорным в последующей оценке его понтификата:

«Полное утверждение доктринальной позиции, которая должна быть принята перед сегодняшними ошибками, если это необходимо, может быть отложенной на другое время, если не будет нарушений со стороны катастрофических внешних событий, на данный момент Мы ограничиваем себя некоторыми фундаментальными наблюдениями».

#### Немецкое вторжение в Польшу

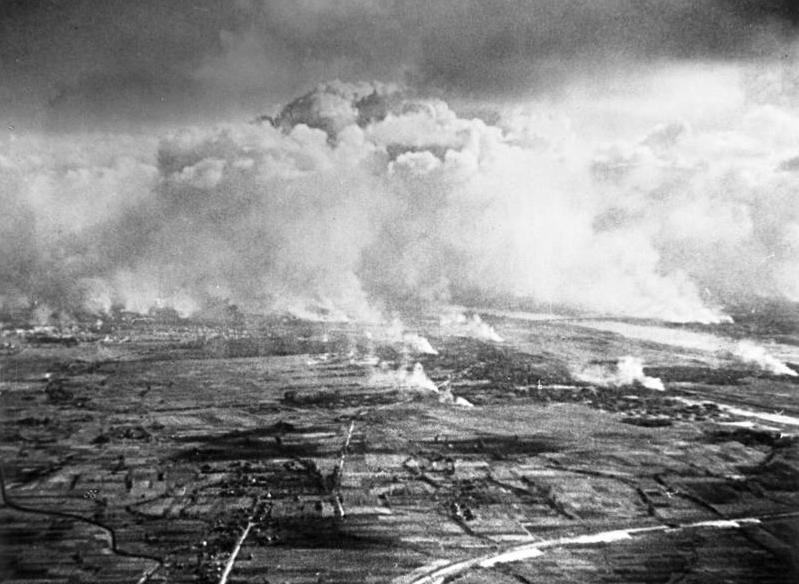
Бомбардировка Варшавы силами люфтваффе 1 сентября 1939 года

В энциклике «Summi Pontificatus» Пий XII выразил тревогу по поводу убийства некомбатантов в нацистском вторжении в Польшу, и выразил надежду на «воскресение» этой страны. Нацисты начали преследование католической церкви в Польше. В апреле 1940 года Ватикан сообщил правительству США, что его усилия по оказанию гуманитарной помощи были заблокированы немцами, и что Святейший Престол вынужден искать непрямые каналы, с помощью которых можно было бы направить свою помощь. Майкл Файер, американский историк из Университета Маркетта и критик Пия XII, оценивает политику Папы как «отказ от осуждения немецкого вторжения и аннексии Польши». Это, как писал Файер, считалось «предательством» многими польскими католиками и духовенством, которые восприняли его назначение Хилариуса Брейтингера в качестве апостольского администратора Вартеланда в мае 1942 года «неявным признанием» распада Польши. Мнения Фольксдойче, в основном немецких католических меньшинств, живущих в оккупированной Польше, были более неоднозначными. Файер утверждает, что Пий XII, как до, так и во время своего папства, последовательно «уступал Германии за счёт Польши», и видел Германию, а не Польшу, страной для «восстановления бо́льшего католического присутствия в Центральной Европе».

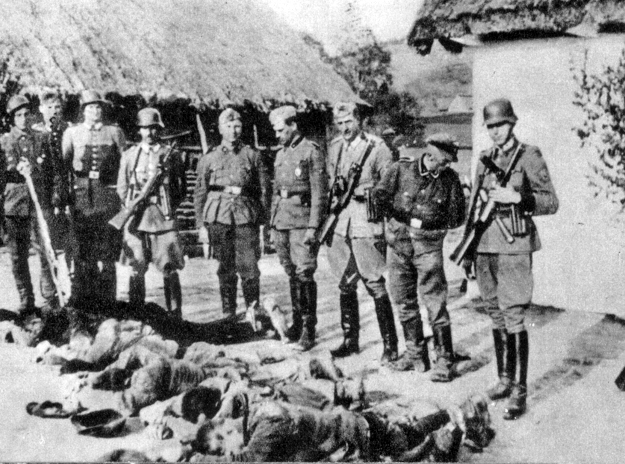
Убитые польские фермеры в деревне Барлоги в Люблинском воеводстве

В мае 1942 года Казимеж Папи, посол Польши в Ватикане, пожаловался, что Папа Пий XII не смог осудить недавнюю волну зверств в Польше. Когда государственный секретарь Ватикана кардинал Луиджи Мальоне ответил, что Ватикан не может документировать отдельные зверства, Папи заявил: «Когда что-то становится печально известным, доказательство не требуется». Хотя Пий XII и получал частые сообщения о зверствах, совершённых против католиков, его осведомлённость была не совсем полной. Например, он плакал после войны, узнав, что кардинал Август Хлонд запретил немецкие богослужения в Польше.

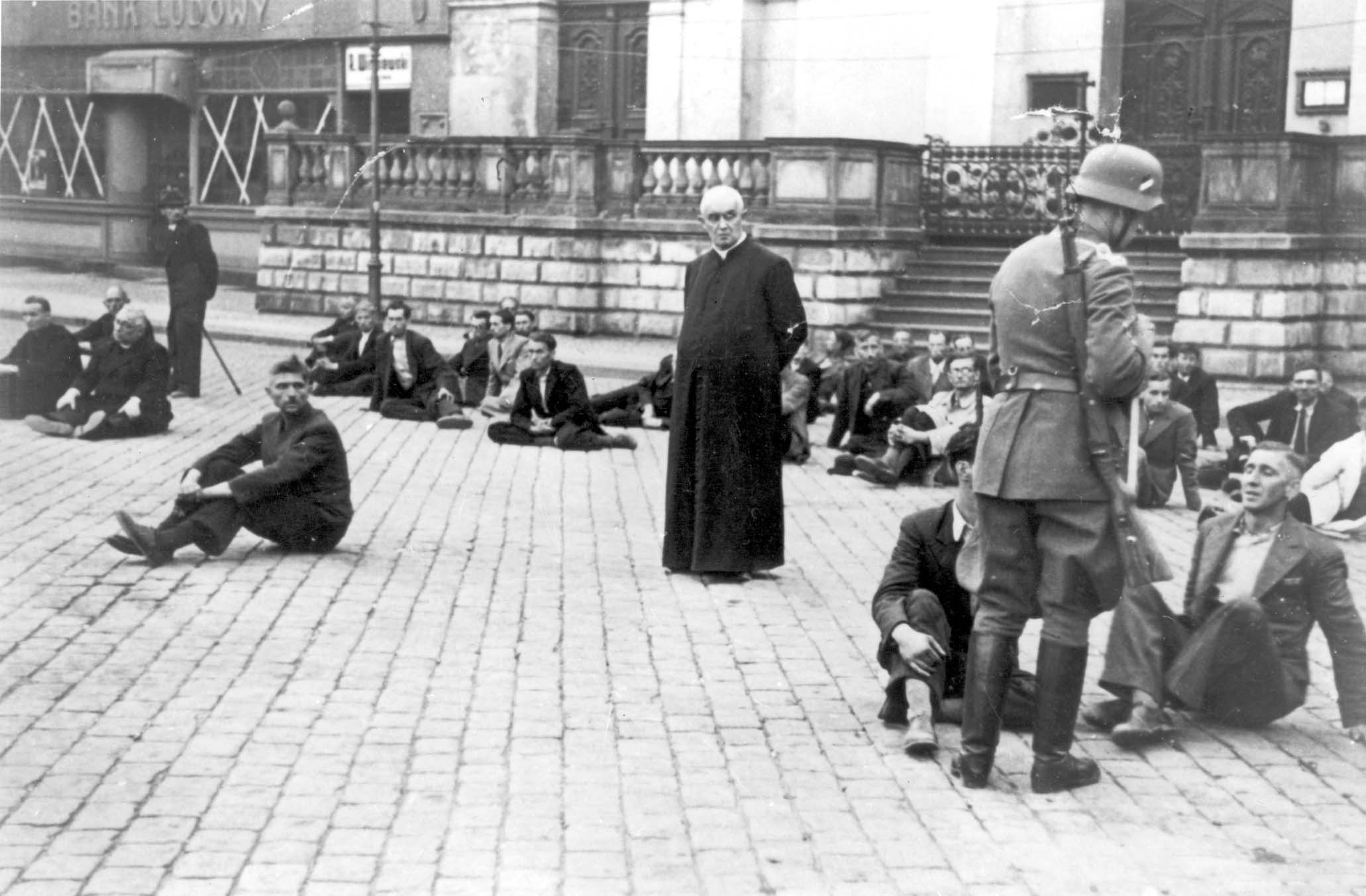
Польский священник Казимеж Стикзински и другие пленные 8-9 сентября 1939 года на площадь Старого рынка в Быдгоще

Известен случай еврейских раввинов, которые, добиваясь поддержки против преследования польских евреев Третьим Рейхом в Польском генерал-губернаторстве (оккупированной Германией польской зоне), пожаловались представителям католической церкви. Попытки вмешательства Церкви вызвали в Третьем Рейхе ответные меры — были произведены аресты раввинов и их депортация в концлагеря. Впоследствии католическая церковь в Польше отказалась от прямого вмешательства, вместо этого сосредоточив усилия на организации подпольной помощи, получая международную поддержку, организованную Папой Пием XII и Ватиканом.
Представители польской церкви и участники польского подполья сообщили Папе о зверствах, совершённых в Польше Третьим Рейхом. Эти разведывательные материалы были использованы Пием XII 11 марта 1940 года во время официальной аудитории с Иоахимом фон Риббентропом (министром иностранных дел Германии), в ходе которой Папа «назвал дату, место и точные детали каждого преступления», как писал польско-американский юрист и дипломат Джозеф Личтен.

#### Первые мирные усилия

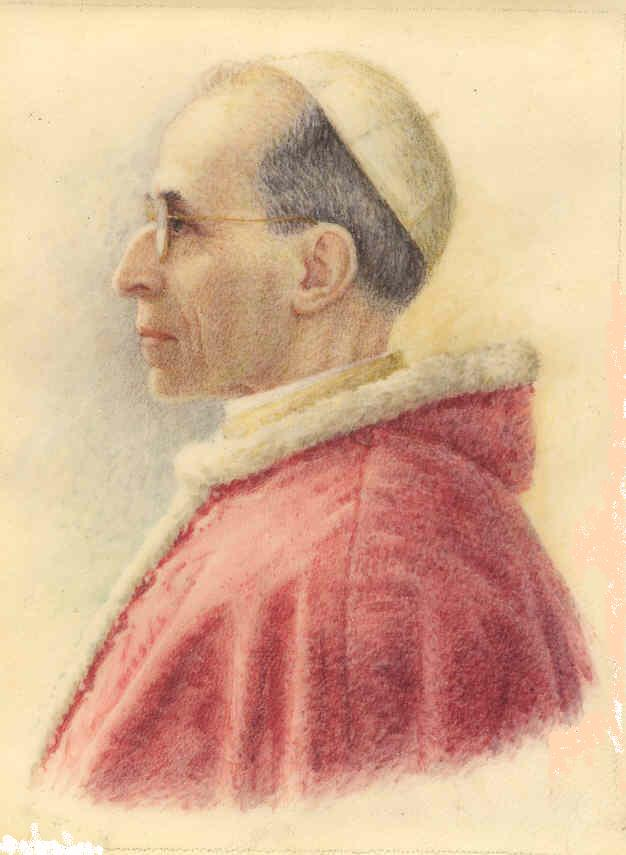
Папа Римский Пий XII

В то время, когда фашистская Германия напала на Польшу, а Франция и страны Бенилюкса ещё не подверглись немецкому нападению, Пий XII продолжал надеяться на достижение мирного соглашения, чтобы предотвратить распространение конфликта. Аналогично настроенный президент США Франклин Рузвельт восстановил дипломатические отношения с Ватиканом после семидесятилетнего перерыва и отправил Майрона Тейлора своим личным представителем при Святом Престоле. Пий XII тепло приветствовал нового посланника и мирную инициативу Рузвельта, назвав её «образцовым актом братской и сердечной солидарности… в защиту от холода агрессивных и смертоносно-безбожных антихристианских тенденций». Американская пресса того времени писала о «параллельных усилиях по обеспечению мира и облегчению страданий». Несмотря на крах ранних мирных инициатив, миссия Тейлора продолжилась в Ватикане.
По словам биографа Гитлера Джона Толанда, после неудачной попытки покушения 8 ноября 1939 года, совершённой немецким антифашистом Иоганном Георгом Эльзером в мюнхенской пивной «Бюргербройкеллер», Гитлер сказал: «Папа Пий хотел, чтобы этот заговор был успешным: он не друг мне». Весной 1940 года группа немецких генералов, стремящихся свергнуть Гитлера и заключить мир с англичанами, обратилась к Папе Пию XII, который выступил в качестве посредника между англичанами и заговорщиками. По словам Толанда, мюнхенский адвокат Йозеф Мюллер совершил тайную поездку в Рим в октябре 1939 года, встретился с Пием XII и счёл его желающим выступать в качестве посредника. Ватикан согласился послать письмо, в котором излагаются основные пункты мирного соглашения с Англией. Участие Папы было использовано, чтобы попытаться убедить немецких генералов Франца Гальдера и Вальтера фон Браухича действовать против Гитлера.
Папа предупреждал союзников о планируемом немецком вторжении в страны Бенилюкса в 1940 году. В 1942 году в Риме посланник США Майрон Тейлор поблагодарил Святейший Престол за «откровенные и героические выражения возмущения, сделанные Папой Пием XII, когда Германия вторглась в страны Бенилюкса». После того, как в 1940 году Германия вторглась в страны Бенилюкса, Пий XII высказал своё сочувствие королеве Нидерландов Вильгельмине, королю Бельгии Леопольду III и Великой Герцогине Люксембургской Шарлотте. Когда Муссолини узнал о предупреждениях и телеграммах сочувствия, он воспринял их как личное оскорбление. Его посол в Ватикане подал официальный протест, обвинив Пия XII в том, что он выступил против Германии, союзника Италии. Министр иностранных дел Италии Галеаццо Чиано заявил, что Пий XII «готов позволить себе отправиться в концентрационный лагерь, а не делать что-либо против своей совести».
Когда в 1940 году германский министр иностранных дел фон Риббентроп возглавил единственную высокопоставленную нацистскую делегацию, которой была дозволена аудиенция с Пием XII, и спросил, почему Папа Римский встал на сторону союзников, Пий ответил списком недавних нацистских зверств и религиозных преследований, совершённых против христиан и евреев в Германии и в Польше. Данный список лёг в основу заглавной статьи в «The New York Times» под названием «Защитники прав евреев», в которой отмечалось, что Папа «говорил горячие слова в беседе с Риббентропом о религиозных преследованиях». В ходе встречи Риббентроп предложил общее урегулирование конфликта между Ватиканом и правительством Рейха в обмен на то, что Пий XII будет инструктировать немецких епископов о необходимости воздерживаться от политической критики правительства Германии, но соглашение так и не было достигнуто.
На специальной мессе в Соборе Святого Петра, состоявшейся в ноябре 1940 года вскоре после начала бомбардировок люфтваффе Великобритании, и посвящённой жертвам войны, Пий XII сказал в своей проповеди: «Пусть вихри, что в свете дня или тьмы ночи сеют страх, огонь, разрушения и убийства на беспомощных людей, прекратятся. Пусть справедливость и милосердие будут с одной стороны, а с другой стороны пусть будут они в идеальном равновесии, чтобы исправить всю несправедливость и вернуть царство справедливости…». Позднее он обратился к союзникам с просьбой избавить Рим от воздушных бомбардировок и посетил раненых жертв бомбардировки союзников 19 июля 1943 года.

#### Расширение конфликта

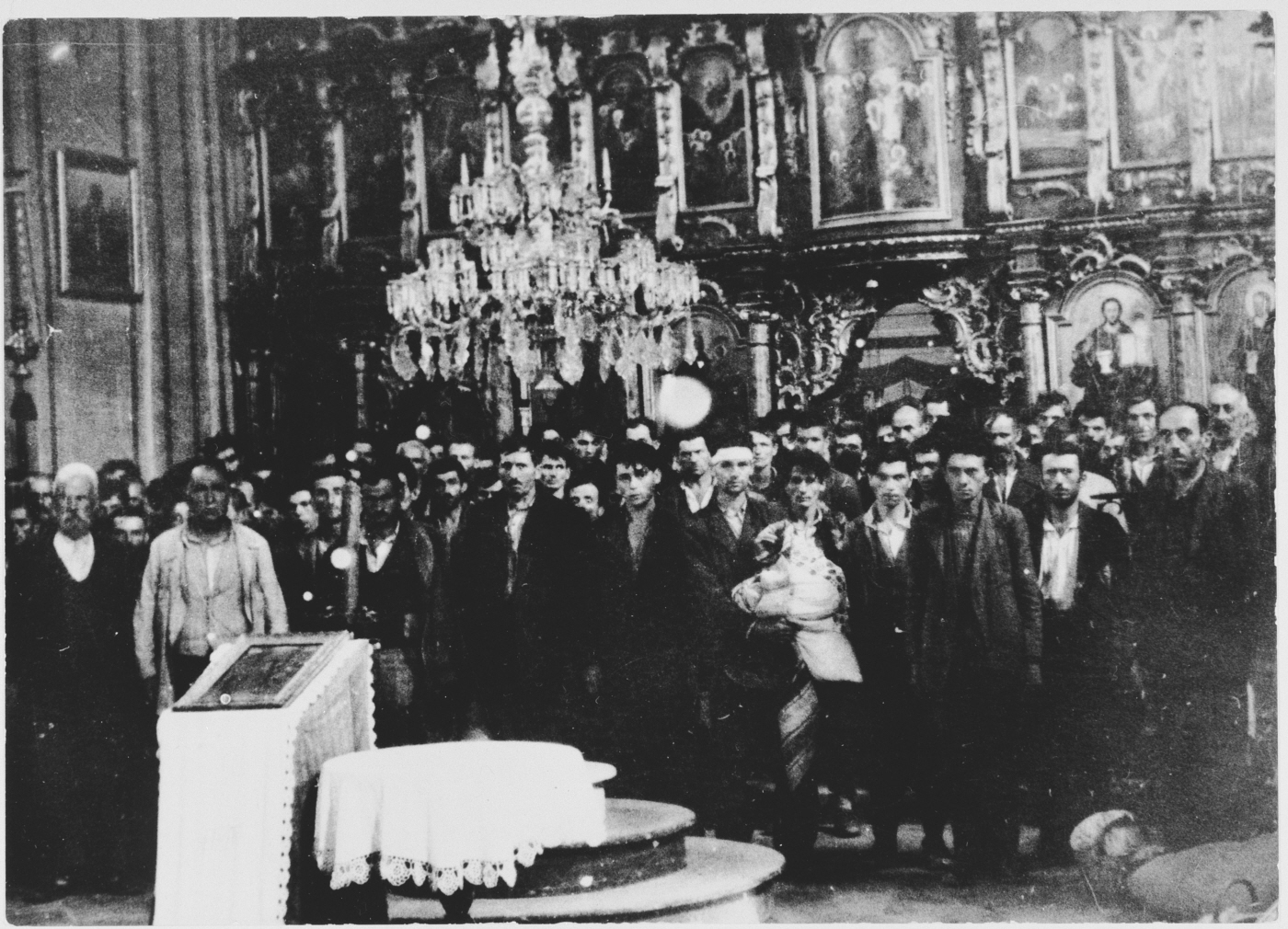
Насильное крещение сербов усташами в Глине

Пий XII безуспешно попытался отговорить итальянского диктатора Бенито Муссолини от присоединения к Гитлеру в войне. В апреле 1941 года Пий XII предоставил частную аудиенцию Анте Павеличу, лидеру недавно провозглашённого хорватского государства, хотя Павелич настаивал на дипломатической аудиенции. Пий XII подвергся критике за приём Павелича: записка министерства иностранных дел Великобритании по этому вопросу описывала Пия XII как «величайшего морального труса нашего времени». Ватикан официально не признавал режим Павелича. Пий XII публично не осуждал высылку и принудительное обращение в католичество сербов, совершаемые режимом Павелича, однако Святой Престол категорически отверг принудительные преобразования в меморандуме от 25 января 1942 года, посланном из Государственного секретариата Ватикана в посольство Югославии.
Папа был хорошо информирован о сотрудничестве католического духовенства с режимом усташей, имея даже список священнослужителей, которые присоединялись к убийствам, но решил не осуждать режим и не принимать меры против духовенства, опасаясь, что «это приведёт к расколу в хорватской церкви или подорвёт формирование будущего хорватского государства». И даже Архиепископ Загреба и примас Хорватии Алоизие Степинац, осуждаемый за сотрудничество с усташами, был произведён в кардиналы. Майкл Файер считает, что случай с Степинацеем был демонстрационным процессом, но утверждает, что обвинение, по которому он [Пий XII] поддерживал режим усташей, было конечно правдой, которую все знали, и что «если бы Степинац отвечал на обвинения против него, его защита неизбежно была бы разбита, и разоблачена поддержка Ватиканом геноцида Павелича».

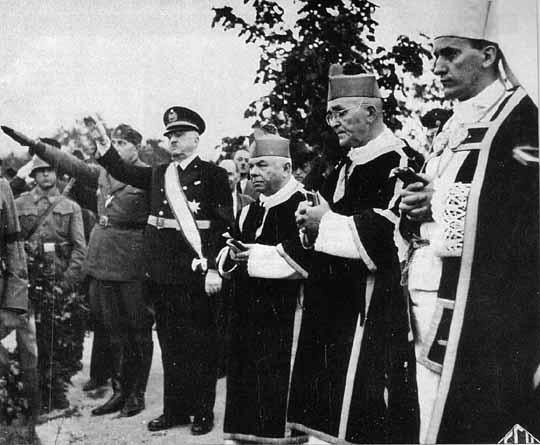
Католические священники во главе с Алоизие Степинацем приветствуют офицеров СС

В 1941 году Пий XII интерпретировал энциклику Папы Пия XI «Divini Redemptoris», которая запрещала католикам помогать коммунистам, и предписывала не оказывать военную помощь Советскому Союзу. Эта интерпретация успокоила американских католиков, которые ранее выступали против соглашений по Ленд-лизу с Советским Союзом.
В марте 1942 года Пий XII установил дипломатические отношения с Японской империей и принял посла Кена Хараду, который оставался в этой должности до конца войны.
В июне 1942 года были установлены дипломатические отношения с националистическим правительством Китая. Этот шаг был возможен ранее, но был отсрочен из-за давления Японии на установление отношений с про-японским правительством Ван Цзинвэя. Первый китайский посол в Ватикане, Шей Шу-Кан, смог приехать в Ватикан только в январе 1943 года из-за трудностей, связанных войной. Он оставался на этой должности до конца 1946 года.
Папа использовал новую для своего времени технологию радио и серию рождественских посланий, чтобы проповедовать против эгоистичного национализма и зла современной войны, и выразить сочувствие жертвам войны. Рождественское послание Пия XII 1942 года по Радио Ватикана было проникнуто озабоченностью по поводу нарушений прав человека и убийств невинных людей по признаку расы. Большая часть выступления Папы, в целом, была о правах человека и гражданском обществе. В самом конце речи Пий XII упомянул о «сотнях тысяч людей, которые без какой-либо вины с их стороны, иногда только из-за своей национальности или расы, были преданы смерти и медленному уничтожению». По словам Риттнера, речь Папы остаётся «громоотводом» в дебатах о Пие XII. Нацисты ответили на речь, заявив, что это «большая атака на всё, что мы стоим… Он явно выступал от имени евреев… Он фактически обвиняет немецкий народ в несправедливости по отношению к евреям, и делает себя рупором еврейских военных преступников». «The New York Times» писала, что «голос Пия XII — это одинокий голос в тишине и темноте, обволакивающих Европу в это Рождество… Призывая к реальному новому порядку, основанному на свободе, справедливости и любви, Папа противопоставил себя гитлеризму». Майкл Файер утверждает, однако, что «до сих пор неясно, чей геноцид или какой именно геноцид он имел в виду». Говоря о 50-й годовщине смерти Пия XII в 2008 году, Папа Бенедикт XVI напомнил, что голос Папы Пия XII был «сломлен эмоциями, поскольку выражал сожаление по поводу ситуации с чёткой ссылкой на депортацию и истребление евреев».
Несколько авторов предположили, что нацисты похитили Пия XII во время оккупации Рима в 1943 году (сам Ватикан не был занят). Британский историк Оуэн Чедвик и редактор ADSS, иезуит Роберт Грэм, заключили, что такие заявления были изобретением британских пропагандистов военного времени. Тем не менее в 2007 году, после этих выводов, журналист Дэн Курцман опубликовал работу, в которой он утверждает, что план похищения Папы был реальностью.

### Заключительный этап войны
Когда война приближалась к логическому концу, в 1945 году Пий XII выступал за мягкую политику лидеров союзников в попытке предотвратить то, что он воспринимал как ошибки, допущенные в конце Первой мировой войны. В августе 1944 года Пий XII встретился с премьер-министром Великобритании Уинстоном Черчиллем, который посетил Рим. На встрече Папа признал справедливость наказания военных преступников, но выразил надежду, что народ Италии не будет наказан, предпочитая, чтобы они были «полными союзниками» в остальных военных усилиях.

### Холокост

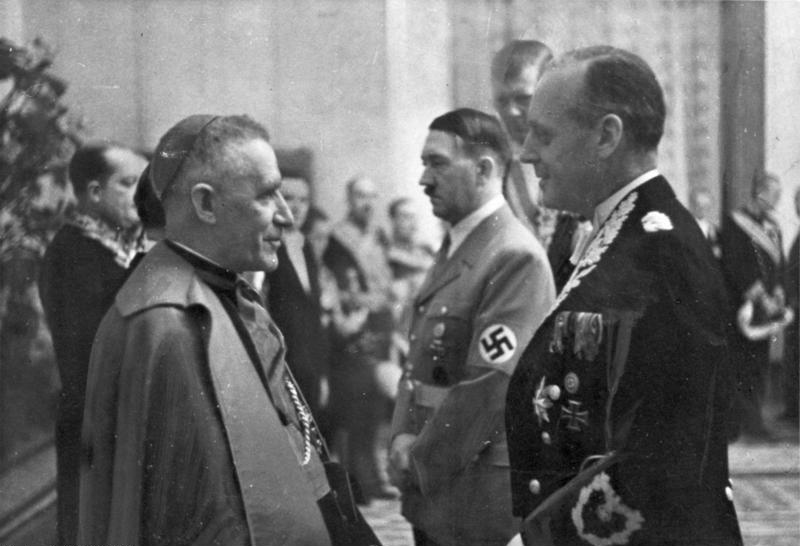
Чезаре Орсениго, апостольский нунций в Германии на встрече с Гитлером и Риббентропом

Во время Второй мировой войны, после того, как нацисты начали массовые казни евреев на оккупированных советских территориях, Пий XII использовал дипломатию для оказания помощи жертвам Холокоста и поручил Церкви оказывать сдержанную помощь евреям. После его смерти в 1958 году, среди соболезнований многих еврейских лидеров, главный раввин Рима Элио Тоафф сказал: «Евреи всегда будут помнить, что католическая церковь сделала для них по приказу Папы во время Второй мировой войны. Когда война бушевала, Пий XII часто высказывался, чтобы осудить ложную расовую теорию». Данное высказывание оспаривается британским журналистом и писателем Джоном Корнуэллом, который в своей книге «Папа Гитлера» утверждает, что Папа был слабым и колеблющимся в своём подходе к нацизму. Корнуэлл утверждает, что Папа мало сделал для того, чтобы бросить вызов холокосту евреев из-за страха спровоцировать нацистов на вторжение в Ватикан.
В своей первой энциклике «Summi Pontificatus» от 20 октября 1939 года Пий XII подтвердил, что католическое учение не приемлет расовых преследований и антисемитизма, и подтвердил этические принципы «Десяти заповедей». На Рождество 1942 года, когда появились первые свидетельства массовых казней евреев, Пий XII выразил озабоченность по поводу убийств «сотен и сотен тысяч безупречных людей из-за их национальности или расы» и вмешался, пытаясь блокировать нацистские депортации евреев в разных странах. После его смерти в 1958 году, заслуги Пия XII высоко оценили министр иностранных дел Израиля и другие мировые лидеры. Однако, его настойчивость в отношении нейтралитета Ватикана и избежание обнародования имён нацистов, как главных военных преступников, стали основой для современных и более поздних критических замечаний. Его самые сильные публичные осуждения геноцида считались союзными державами недостаточными, в то время как нацисты рассматривали его как сторонника союзников, который обесчестил политику нейтралитета Ватикана. Биограф Гитлера Джон Толанд пришёл к выводу, что язвительные и подозрительные замечания общественности о Папе Пие XII получили распространение в связи с плохим отношением евреев, а собственный учёт действий союзников против Холокоста был «позорным», в то время как «Церковь под руководством Папы уже спасла жизни евреев больше, чем все другие церкви, религиозные учреждения и спасательные организации вместе взятые…».
В 1939 году новоизбранный Папа Пий XII назначил нескольких видных еврейских учёных на должности в Ватикане после того, как они были уволены из итальянских университетов в соответствии с расовыми законами фашистского итальянского лидера Бенито Муссолини. В 1939 году Папа нанял еврейского картографа Роберто Альмагию для работы со старыми картами в Ватиканской библиотеке. Альмагия работал в Римском университете Ла Сапиенца с 1915 года, но был уволен вскоре после принятия антисемитских законов Бенито Муссолини в 1938 году. О данных назначениях Папы было сообщено газетой «The New York Times» в изданиях от 11 ноября 1939 года и 10 января 1940 года.
Позднее Пий XII разработал совместный с бразильским президентом Жетулиу Варгасом договор, официально утверждённый 23 июня 1939 года, обязывающий выдать 3000 виз «не арийским католикам» и крещёным евреям. Однако в течение следующих 18 месяцев Совет Бразилии по вопросам иммиграции и колонизации продолжал ужесточать ограничения на их выдачу, в том числе требовать свидетельства о крещении, датированные до 1933 года, существенный денежный перевод в Banco do Brasil и одобрение Офиса Бразильской пропаганды в Берлине. Программа была отменена 14 месяцев спустя, после того, как было выдано менее 1000 виз на фоне подозрений в «ненадлежащем поведении» (то есть продолжении практики иудаизма) среди тех, кто получил визы.
В апреле 1939 года, после представления Шарля Морраса и прошения из монастыря кармелиток в Льзьё, Пий XII отменил запрет своего предшественника на критику «Французского действия», организацию, которую некоторые авторы называли антисемитской и антикоммунистической.
После немецкого вторжения в Польшу, первая энциклика Папы Пия XII «Summi Pontificatus» повторила церковное учение о «принципе равенства» — с особой ссылкой на евреев: «нет ни язычника, ни еврея, обрезания и необрезания». Отсутствие солидарности, «навязанное нашим общим происхождением и равенством рациональности у всех людей», было названо «пагубной ошибкой». Католики повсюду были призваны предлагать «сострадание и помощь» жертвам войны. Папа Пий XII заявил о решимости работать, чтобы ускорить возвращение мира, и довериться молитвам за справедливость, любовь и милосердие, чтобы победить бедствия войны.

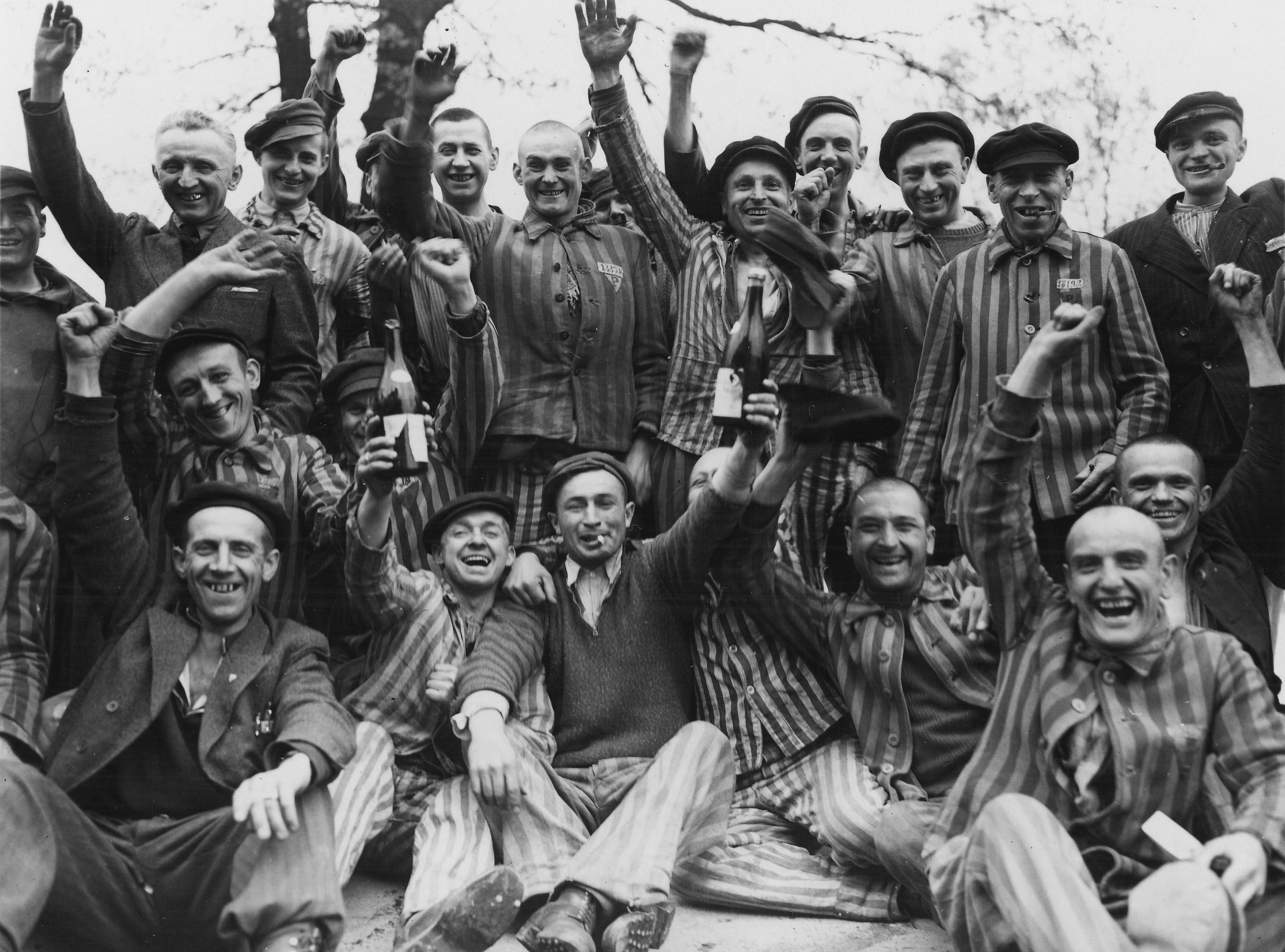
Тост польских заключённых за освобождения из концлагеря Дахау. Нацистские преследования католиков были самыми жестокими в оккупированной Польше

Весной 1940 года Государственный секретарь Ватикана кардинал Луиджи Мальоне получил просьбу от главного раввина Израиля Ицхака Герцога о ходатайстве, чтобы литовские евреи не были депортированы в Германию. На встрече с Риббентропом 11 марта Пий XII неоднократно протестовал против жестокого обращения с евреями. В 1940 году Пий XII попросил духовенство сделать всё, что можно, чтобы помочь интернированным евреям.
В 1941 году архиепископ Вены кардинал Теодор Иннитцер сообщил Пию XII о еврейских депортациях в Вене. Позже, в том же году, когда французский маршал Анри Филипп Петен спросил Папу, возражает ли Ватикан против антисемитских законов, Пий XII ответил, что церковь осуждает антисемитизм, но не будет комментировать конкретные правила. Точно так же, когда режим Филиппа Петена принял «еврейские уставы», посол режима Виши (Вишистской Франции) в Ватикане Леон Берар сказал, что французское законодательство не противоречит католическому учению. Валерио Валери, апостольский нунций во Франции, был «смущён», когда узнал об этом публично от Петена, и лично сверил информацию с Государственным секретарём Мальоне, который подтвердил позицию Ватикана. В июне 1942 года Пий XII лично протестовал против массовых депортаций евреев во Франции, приказав папскому нунцию также протестовать против Петена и против «бесчеловечных арестов и депортаций евреев». В сентябре 1941 года Пий XII возражал против словацкого еврейского кодекса, который, в отличие от кодексов Виши, запрещал смешанные браки между евреями и неевреями. В октябре 1941 года Гарольд Титтманн, представитель США в Ватикане, попросил Папу осудить зверства против евреев. Пий XII ответил, что Ватикан хочет остаться «нейтральным», повторяя политику нейтралитета, на которую уже ссылался в сентябре 1940 года.
В 1942 году словацкий поверенный в делах при Ватикане сказал Пию XII, что словацкие евреи были отправлены в концентрационные лагеря. 11 марта 1942 года, за несколько дней до отправки первых конвоев с евреями, поверенный в делах США в Братиславе доложил в Ватикан: «Я был уверен, что этот зверский план — это дело рук Премьер-министра Словакии Войтеха Тука, который позже и подтвердил план… Он осмелился рассказать мне, что он не видит в этом ничего бесчеловечного или нехристианского… Депортация 80 000 человек в Польшу равносильна осуждению многих из них на верную смерть». Ватикан выразил протест словацкому правительству, и заявил, что он «выражает сожаление по поводу этих мер, которые серьёзно наносят ущерб естественным правам человека, нарушаемым только из-за их расы».
18 сентября 1942 года Пий XII получил письмо от монсеньора Монтини (будущего Папы Павла VI), в котором говорилось: «Массовые убийства евреев достигают пугающих масштабов и форм». В этом же месяце Майрон Тейлор, представитель США при Ватикане, предупредил Пия XII, что «моральному престижу Ватикана» был нанесён урон молчанием о европейских зверствах. Предупреждение было поддержано одновременно представителями Соединённого Королевства, Бразилии, Уругвая, Бельгии и Польши. Майрон Тейлор передал меморандум правительства США Пию XII 26 сентября 1942 года, в котором излагаются сведения, полученные от Еврейского агентства Палестины, что евреи со всей нацистской империи систематически подвергаются «резне». Тейлор спросил, может ли Ватикан иметь какую-либо информацию, которая могла бы «склонить к подтверждению отчётов», и если да, то что Папа мог бы сделать, чтобы повлиять на общественное мнение против «варварства». Кардинал Мальоне вручил Гарольду Титтману ответ на письмо 10 октября. В записке Папа поблагодарил Вашингтон за передачу информации и подтвердил, что сообщения о жестоких мерах против евреев достигли Ватикана из других источников, хотя было невозможно «проверить их точность». Тем не менее, «Святым Престолом предпринимается любая возможность, чтобы смягчить страдания этих несчастных людей». В декабре 1942 года, когда Титтманн спросил Госсекретаря Ватикана Мальоне, выпустит ли Пий XII прокламацию, подобную декларации союзников «Германская политика уничтожения еврейской расы», Мальоне ответил, что Ватикан «не может публично осудить особые зверства». Пий XII прямо объяснил Титтману, что он не может обличать нацистов, не обращая в то же время внимания на большевиков.

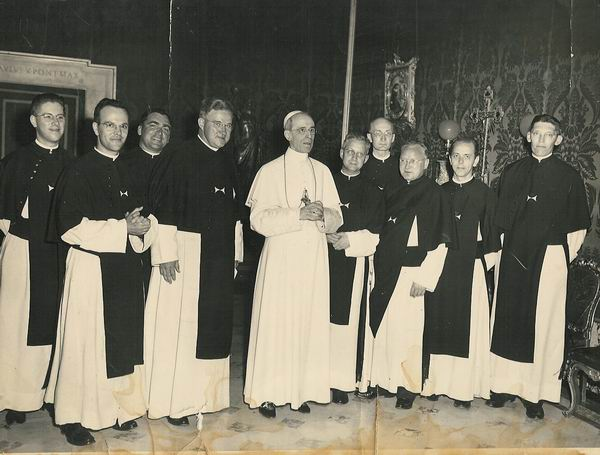
Пий XII в окружении епископов из Удена (Нидерланды)

После нацистского вторжения в Польшу Пий XII выпустил энциклику «Summi Pontificatus», в которой призвал весь мир проявить сострадание к Польше, где «пролилась кровь бесчисленного множества людей, даже не участвующих в боевых действиях». Пий никогда публично не осуждал нацистскую резню поляков, число жертв которой оценивается почти в 2 миллиона человек, в подавляющем большинстве католиков (включая 2935 членов католического духовенства). В конце 1942 года Пий XII посоветовал немецким и венгерским епископам выступать против массовых убийств на Восточном фронте. В своём Рождественском послании 1942 года Папа выразил озабоченность по поводу «тех сотен тысяч людей, которые иногда только по причине своей национальности или расы были приговорены к смерти или постепенному уничтожению». 7 апреля 1943 года Тардини, один из ближайших советников Пия XII, советовал ему, что после войны будет политически выгодно предпринять шаги для помощи словацким евреям. В январе 1943 года, после просьбы Владислава Рачкевича, президента Польши в изгнании, и епископа Берлина Конрада фон Прейзинга, Пий XII отказался публично осудить дискриминацию нацистами евреев. Согласно Толанду, в июне 1943 года Пий XII рассмотрел вопрос о жестоком обращении с евреями на заседании Коллегии кардиналов и сказал: «Каждое наше слово по этому вопросу мы обращаем к компетентному органу, и все наши публичные высказывания должны быть тщательно взвешены и измерены нами в интересах самих жертв, чтобы мы не ухудшили их положения».
26 сентября 1943 года, после немецкой оккупации северной Италии, нацистские чиновники выдвинули ультиматум еврейским лидерам в Риме: либо в течение 36 часов будет собрано 50 килограммов (110 фунтов) золота (или его эквивалента), либо нацисты казнят 300 заложников. Главный раввин Рима Исраэль Золли рассказывает в своих мемуарах, что он был выбран для посещения Ватикана и обращения за помощью. Ватикан предложил взаймы лишь 15 килограммов, но предложение оказалось неактуальным вследствие того, что вскоре начались массовая депортация и истребление евреев в Италии. В ходе преследования 477 евреев были укрыты в самом Ватикане, а ещё 4238 укрылись в римских монастырях и аббатствах. Восемьдесят процентов римских евреев были спасены от депортации. Майкл Файер утверждает, что немецкие дипломаты в Риме были «инициаторами усилий по спасению евреев города», но считает, что Пий XII «сотрудничал в этой попытке спасения», и соглашается с Сьюзен Заккотти, что Папа «не отдавал приказа» каким-либо католическим учреждениям укрывать евреев.
30 апреля 1943 года Пий XII написал епископу Берлина Конраду Прейзингу: «Мы отдаём местным пасторам обязанность определять, насколько и в какой степени распространилась опасность репрессий и различных форм угнетения, вызванная епископскими декларациями… Ad maiora mala vitanda (чтобы избежать худшего), следует быть осторожными. И вот одна из причин, почему мы налагаем самоограничение на самих себя в наших речах: опыт, полученный нами в 1942 году в связи с папскими посланиями, которые мы уполномочены были передать верующим, оправдывает наше мнение, насколько мы видим… Святой Престол сделал всё, что было в его силах, с благотворительной, финансовой и моральной точки зрения, не говоря уже о значительных суммах, которыми мы оплатили иммиграцию».
28 октября 1943 года германский посол в Ватикане Эрнст фон Вайцзеккер телеграфировал в Берлин, что «Папа ещё не дал себя уговорить, чтобы выразить официальное осуждение депортации римских евреев… Так как в настоящее время считается, что немцы не предпримут дальнейших шагов против евреев в Риме, вопрос о наших отношениях с Ватиканом можно считать закрытым». В марте 1944 года, через апостольского нунция в Будапеште Анджело Ротта, Папа призвал венгерское правительство смягчить своё отношение к евреям. Папа просил Ротте и других папских легатов прятать и укрывать евреев. Эти протесты вместе с протестами короля Швеции, Международного Красного Креста, Соединённых Штатов и Великобритании привели к прекращению депортаций 8 июля 1944 года. Также в 1944 году Пий XII обратился к 13 латиноамериканским правительствам с просьбой признать «чрезвычайные паспорта», хотя для этого и потребовалось вмешательство Государственного департамента США, чтобы страны соблюдали данные документы.
В докладе Эрнста Кальтенбруннера от 29 ноября 1944 года, подготовленном для Гитлера после попытки убийства фюрера и раскрытия заговора 20 июля 1944 года, говорилось, что Эудженио Пачелли (Папа Пий XII) был среди заговорщиков.

#### Еврейские дети-сироты
В 2005 году «Corriere della Sera» опубликовала документ от 20 ноября 1946 года по вопросу о еврейских детях, крещённых в военное время во Франции. Документ постановил, что крещёные дети-евреи, если они стали сиротами, должны оставаться под опекой католических организаций и отдельных католиков, и заявил, что решение «было одобрено Святым Отцом». Апостольский нунций во Франции Анджело Ронкалли (будущий Папа Иоанн XXIII, который был признан Яд ва-Шемом как Праведник народов мира) проигнорировал эту директиву. Авраам Фоксман, директор Антидиффамационной лиги, который сам был крещён в детстве после содержания под стражей, призвал к немедленному замораживанию процесса беатификации Пия XII до тех пор, пока соответствующие записи Ватиканского секретного архива о крещении не будут открыты. Два итальянских учёных, Маттео Луиджи Наполитано и Андреа Торниэлли подтвердили, что меморандум был подлинным, хотя статья «Corriere della Sera» вводит читателей в заблуждение, поскольку документ был обнаружен в архивах французской Католической Церкви, а не в Ватикане, и касался детей без живых кровных родственников, которые должны были быть переданы еврейским организациям.

#### Мнения еврейских лидеров и общественных организаций
14 июля 1944 года Верховный раввин Рима Исраэль Антон Золли в интервью нью-йоркскому изданию «The American Hebrew» сказал: «Ватикан всегда помогал евреям, и евреи очень благодарны Ватикану за его благотворительные труды, предпринимавшиеся без всякого различения рас».
Также в своих мемуарах Золли детальнее описывал роль Папы: 

«…Народ Рима испытывал к нацистам омерзение, а к евреям — большую жалость. Он охотно помогал эвакуации еврейского населения в отдаленные деревни, где их прятали и защищали христианские семьи. Принимали евреев и христианские семьи в самом сердце Рима. В казначействе имелись деньги на поддержку нищих из числа укрытых таким образом беженцев. Святой Отец лично послал епископам письмо, в котором распорядился отменить дисциплину затвора в мужских и женских монастырях, чтобы те могли стать убежищами для евреев. Я знаю один монастырь, где сестры перебрались спать в подвал, свои постели предоставив беженцам-евреям. Перед лицом такого милосердия особенно трагической становится судьба многих гонимых».
После окончания Второй Мировой войны еврейские союзы выразили Папе глубокую благодарность.
Президент Всемирного Еврейского Конгресса Наум Гольдман писал: «С особой признательностью мы вспоминаем все то, что было сделано им для преследуемых евреев в один из самых трудных периодов их истории». В знак благодарности в 1945 году Конгресс выделил 20 тыс. долларов на благотворительные цели Ватикана.
Вот мнение политического лидера Израиля в послевоенное время, а позднее премьер-министра страны Голды Меир: 

«За десять лет нацистского террора, когда наш народ терпел ужасы мученичества, Папа выражал осуждение угнетателям и выражал солидарность с их жертвами. Наша эпоха обогатилась этим голосом, утверждающим великие моральные истины».
Предположение о том, что Пий XII симпатизировал фашистам возникло главным образом после 1963 года, когда немецкий драматург Рольф Хокхут опубликовал пьесу «Представитель» («The Deputy», by Rolf Hochhuth), где изображается Папа, трусливо молчащий перед лицом массового уничтожения евреев. Изданная в виде книги, драма была сопровождена комментарием, представленным как исторический труд.
19 октября 2008 года Ватикан официально подтвердил намерение канонизировать папу римского Пия XII, несмотря на противодействие этому со стороны Израиля.
Пий XII обвиняется некоторыми израильскими организациями в том, что не высказывался против геноцида евреев во время Второй мировой войны.
В израильском Институте Катастрофы и героизма «Яд ва-Шем» выставлена фотография Пия XII, подпись к которой гласит:
«Папа, избранный в 1939 году, отложил в сторону послание против антисемитизма и расизма, подготовленное его предшественником. Даже когда доклады об уничтожении евреев дошли до Ватикана, он не протестовал против этого письменно или устно. В 1942 году он не присоединился к осуждению союзников в связи с убийством евреев. Пий XII не вмешался, когда евреи были депортированы из Рима в Освенцим».
Ранее отец Петер Гумпель (Peter Gumpel), возглавляющий комиссию по канонизации Пия XII, заявлял, что текст подписи к фотографии фальсифицирует историю. По его мнению, пока эта фотография не будет убрана из музея, папа римский Бенедикт XVI не сможет совершить визит на Святую землю.
Однако официальный Ватикан заявил, что подпись к фотографии не может влиять на решение Бенедикта XVI посетить Иерусалим. Представитель министра иностранных дел Израиля также подтвердил, что приглашение папы римского на Святую землю остаётся в силе.
Ватикан настаивает на том, что Папа Пий XII прилагал все усилия, чтобы спасти как можно больше евреев во время войны, однако использовал для этого средства дипломатии, так как более открытое вмешательство лидера католиков могло только ухудшить ситуацию. Также Ватикан напомнил, что Пий XII отдал распоряжение католическим церквям укрывать евреев, а представители Ватикана в других странах помогли многим евреям избежать концлагерей, выдавая им фальшивые паспорта. На мессе, посвящённой 50-летию со дня смерти понтифика, Бенедикт XVI подчеркнул, что папа Пий XII «тайно и тихо» делал все возможное во время войны, чтобы избежать худшего и спасти жизнь как можно большего числа евреев.
В мае 2009 года Папа Бенедикт XVI посетил мемориальный комплекс «Яд ва-Шем», чтобы отдать дань памяти жертвам Холокоста. В своём выступлении он, в частности, сказал: 

«Католическая Церковь, следуя учению Иисуса, подражая Ему в любви к каждому человеку, испытывает глубокое сострадание к жертвам, чью память чтят здесь. И точно так же она встает сегодня на сторону тех, кто подвергается преследованиям по причине расы, цвета кожи, условий жизни или религии; их страдания — это её страдания, равно как и их надежда на справедливость. Как епископ Рима и Преемник Апостола Петра, я подтверждаю — как и мои предшественники — обязательство Церкви молиться и работать без устали, чтобы ненависть никогда больше не владела сердцами людей. Бог Авраама, Исаака и Иакова — Бог мира (ср. Пс.9:9)».

### Роль в геноциде сербов

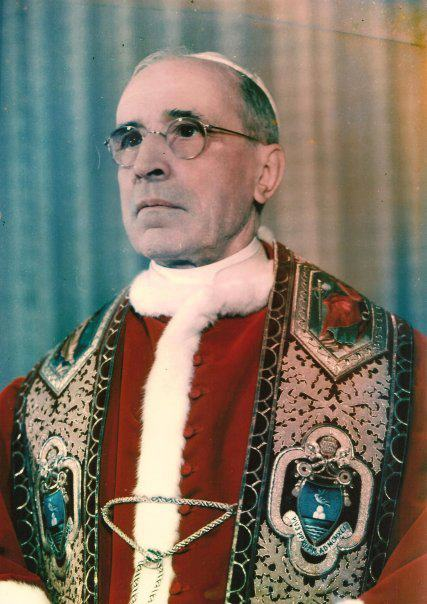
Папа Римский Пий XII

На протяжении войны папа Пий XII неоднократно получал сообщения о творимых в Независимом Государстве Хорватия преступлениях против православного населения и об участии в них католических священников и монахов, однако отказался что-либо предпринять. Аналогичную позицию заняли Алоизие Степинац и католический архиепископ Белграда Йосип Ужице, которым регулярно доставляли информацию об уничтожении сербов. Против террора хорватских усташей в Ватикане протестовал только кардинал Эжен Тиссеран.
После 1945 года в вину Ватикану ставили и поощрение массовых обращений православных сербов в католичество. Это делалось в сопровождении вооружённых отрядов усташей. Английский историк Ричард Уэст, исследовавший этот вопрос, в одной из своих книг ссылается на текст боснийской газеты, в которой говорилось об обращении в католичество 70 000 сербов в диоцезе Баня-Лука. Он же писал, что свои устремления католическое духовенство направляло в первую очередь на сербских крестьян. По его словам, все те, кто имел среднее образование, а также учителя, торговцы, зажиточные ремесленники и православные священники считались носителями «сербского сознания» и подлежали поголовному уничтожению. Схожую точку зрения озвучили и современные сербские исследователи. Всего было обращено более 240 000 сербов, за что католические структуры в Хорватии благодарил папа Пий XII. Так, комиссия Синода Сербской Православной Церкви установила, что 800 тысяч православных сербов было убито, 300 тысяч изгнано. Эти цифры скорее всего ещё выше, так как только в Ясеноваце было умерщвлено хорватами 700 тысяч человек. Большая часть из них ‒ православные сербы. Остальные ‒ евреи, цыгане.
После разгрома НГХ и освобождения Югославии от оккупационных войск и формирований коллаборационистов лидеры усташей бежали в Австрию. Вместе с ними бежали и около 500 католических священников и монахов, в том числе архиепископ Сараева Иван Шарич и епископ Баня-Луки Йозо Гарич. Большая их часть нашла убежище во францисканских монастырях Австрии. Позднее Павелич перебрался в Рим, где пользовался покровительством Ватикана и при помощи которого спустя некоторое время эмигрировал в Аргентину.

## После Второй мировой войны

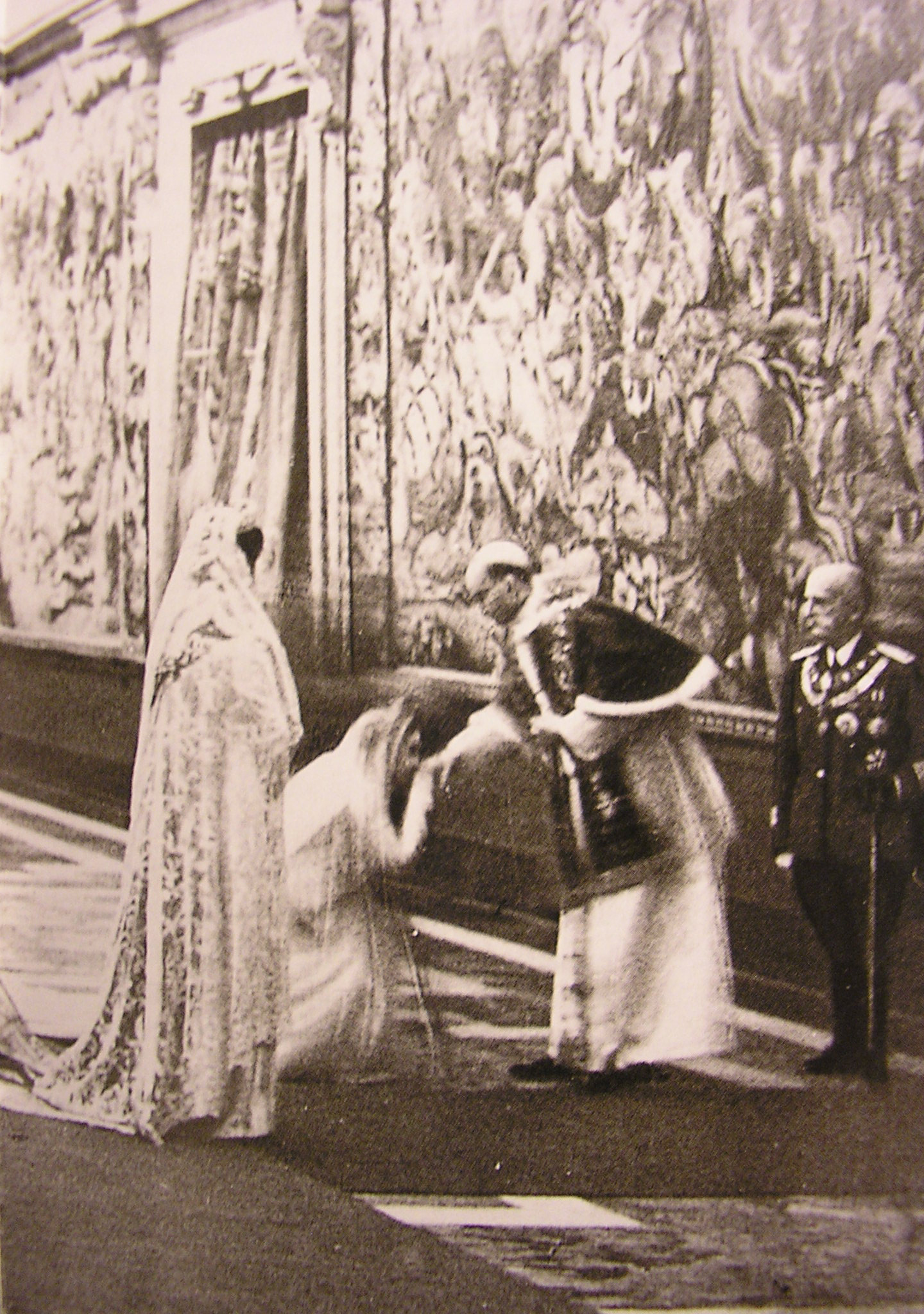
Папа Пий XII принимает королевскую семью Италии во главе с Виктором Эммануилом III

После Второй мировой войны усилия Пия XII были сосредоточены на материальной помощи разрушенной войной Европе, внутренней интернационализации Римско-католической церкви и развитии её дипломатических отношений со всем миром. Его энциклики «Evangelii praecones» от 2 июня 1951 года и «Fidei donum» от 21 апреля 1957 года увеличили независимость в принятии решений местных католических миссий, многие из которых стали независимыми епархиями. Пий XII потребовал признания местных культур как полностью равных европейской культуре. Хотя Пий XII и сохранил некоторые старые концепции — например, что Африка заслуживает особого внимания, поскольку Церковь там действовала «для продвижения своей работы среди языческих толп» — в 1956 году он выразил солидарность с «неевропейцами, которые стремятся к полной политической независимости». Продолжая линию своих предшественников, Пий XII поддержал создание местных независимых администраций в церковных делах: епархии Западной Африки (1950), Южной Африки (1951), Британской Восточной Африки (1953), Финляндии, Бирмы и колоний Французской Африки (1955) стали независимыми.
Вскоре после войны на консистории 18 февраля 1946 года Пий XII даровал сан кардинала ряду крупных критиков нацизма, в том числе немецким епископам: архиепископу Кёльна Йозефу Фрингсу, епископу Мюнстера Клеменсу фон Галену и епископу Берлина Конраду фон Прейзингу. Другими выбранными Папой критиками нацизма, ставшими кардиналами на консистории 18 февраля 1946 года, были: архиепископ Утрехта Йоханнес де Йонг (Голландия), архиепископ Эстергома и примас Венгрии Йожеф Миндсенти (Венгрия), архиепископ Кракова Адам Стефан Сапега (Польша) и архиепископ Тулузы Жюль-Жеро Сальеж (Франция). Кардиналами стали архиепископ Пекина Фома Тянь Гэнсинь (Китай) и архиепископ Бомбея Валериан Грасиас (Индия) на консисториях 1946 года и 1953 года соответственно. Они стали первыми кардиналами — представителями коренных народов своих епархий. Итальянский дипломат, апостольский нунций во Франции Анджело Джузеппе Ронкалли (позже стал Папой Иоанном XXIII) и архиепископ Варшавы и примас Польши Стефан Вышиньский стали кардиналами на консистории 12 января 1953 года.

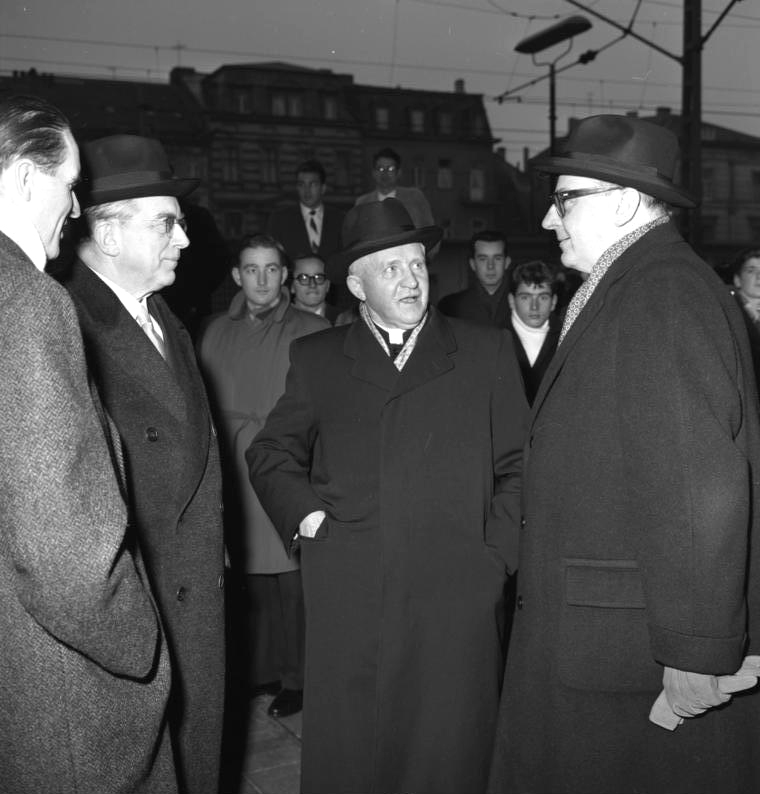
Епископ Алоизиус Джозеф Мюэнк (в центре, с приоткрытым ртом), апостольский нунций в послевоенной Западной Германии

В этот период времени внутренний круг приближённых Папы составляли преимущественно немцы: иезуиты Роберт Лейбер, Вильгельм Хентрич и Иво Зейгер. Сюда так же входили личный исповедник Папы иезуит Августин Беа, сестра-экономка Папы Паскалина Ленерт и другие немецкоговорящие сёстры папского домохозяйства. Американский епископ Алоизиус Мюэнк в ноябре 1948 года писал, что «Пий XII был больше заинтересован в делах Церкви в Германии, чем в любой другой части Церкви. Кризис беженцев, нищета, голод и болезни, судьба военнопленных и обвиняемых военных преступников, разрушение внутренней организации и общественной жизни немецкого католицизма и неопределённое политическое будущее Германии» стали приоритетами Пия XII. Пий XII был также обеспокоен потенциальным распространением коммунизма в Европе и Америке. Папа стремился получить ресурсы из-за рубежа, чтобы помочь послевоенному восстановлению, полагая, что вера в лишение подпитывала политическую агитацию, поэтому он также стремился влиять на итальянскую политику. В январе 1948 года в Италии прошли первые выборы в парламент после падения фашизма. Луиджи Гедда из католического движения Италии был вызван в Ватикан, чтобы организовать избирательную кампанию партии демократов. Когда в результате борьбы в лидеры вышли партии коммунистов и социалистов, Пий XII пожелал, чтобы Католическое действие (организация католиков-мирян) мобилизовала голоса против левых партий. В июле 1949 года он одобрил спорное решение Верховной Священной Конгрегации Священной Канцелярии (бывшей Инквизиции) об угрозе отлучения тех, кто придерживался коммунистических взглядов. Группа активистов иезуитского журнала «La Civiltà Cattolica» ещё больше распространяла тревогу о том, что «пятая колонна» Советского Союза активно действует в Западной Европе и использует недовольство народа «для помощи советскому экспансионизму».
Пий XII был довольно недоверчив к лидеру итальянских христианских демократов Альчиде Де Гаспери, считая, что эта партия нерешительна и раздроблена. Реформистские течения внутри партии всё более относились к умеренным левым, что послужило мотивом создания этой партии из осколков Итальянской народной партии такими видными политическими деятелями как Де Гаспери, Пьетро Кампилли, Джузеппе Каппи и Луиджи Стурцо. Накануне местных выборов в Риме в 1952 году, когда коммунистические и социалистические партии снова угрожали победой, Папа использовал неофициальные связи, чтобы изложить своё мнение. Пий XII заявил, что война против коммунизма является священной войной, и отлучил членов коммунистической партии от Церкви. Решив призвать христианских демократов рассмотреть политический альянс с правыми партиями в рамках антилевой коалиции, Пий XII попросил иезуита, отца Риккардо Ломбарди, переговорить с Де Гаспери, чтобы рассмотреть альянс и избирательный союз партиями монархических и неофашистских тенденций, включая Итальянское социальное движение. Пий XII использовал теорию домино в своём предупреждении, и заявил, что «если коммунисты победят в Риме и в Италии, то это бросит тень на весь мир: Франция станет коммунистической, а затем Испания и вся Европа». Де Гаспери отверг идею объединения с правыми партиями как политически опасную.

## Поздние годы, болезнь и смерть
Последние годы понтификата Пия XII начались в конце 1954 года с продолжительной болезни, в ходе которой он даже хотел добровольно сложить свой сан. Впоследствии изменения в его привычном ритме работы стали более заметными: Папа избегал длинных церемоний, канонизаций и консисторий и проявлял нерешительность в кадровых вопросах. Ему стало всё труднее наказывать подчинённых и назначенных им людей, таких как его врач Риккардо Галеацци-Лиси, который после многочисленных неосмотрительных действий был исключён из состава обслуживающего Папу персонала в последние годы, но сумел сохранить свой титул и смог войти в папские апартаменты, чтобы сделать фотографии умирающего Папы, которые позже продал французским журналам. Пий XII прошёл три курса клеточной терапии под руководством швейцарского врача Пола Ниханса. Первый курс терапии прошёл в 1954 году, когда Папа был тяжело болен. Побочные эффекты лечения включали галлюцинации, от которых Папа страдал в последние годы. «Эти годы он страдал от ужасающих кошмаров. Леденящие кровь крики Пия XII можно было услышать во всех папских апартаментах».
Пий XII часто даровал молодым священникам и епископам более высокий сан: Юлиус Август Дёпфнер стал епископом в 35 и кардиналом в 45 лет, а Кароль Юзеф Войтыла (позже стал Папой Иоанном Павлом II) стал епископом в 38 лет. Папа был категорически против пастырских экспериментов, таких как «рабочие-священники», когда молодые священники работали полный рабочий день на фабриках, заводах, входили в политические партии и вступали в профсоюзы. Пий XII продолжал защищать теологическую традицию томизма как достойную продолжения реформ, и превосходящую современные тенденции, такие как феноменология или экзистенциализм.
После болезни 1954 года Папа Пий XII по-прежнему общался с мирянами и группами людей по широкому кругу вопросов. Иногда он отвечал на конкретные вопросы, которые были адресованы ему. Для профессиональных ассоциаций Пий XII объяснил конкретизацию профессиональной этики в свете церковных учений. Роберт Лейбер иногда помогал ему в речах и публикациях. Епископ Августин Беа был личным духовником Папы, а сестра Паскалина Ленерт в течение сорока лет была его «экономкой, музой и пожизненным компаньоном».
Папа Пий XII умер 9 октября 1958 года в летней папской резиденции Кастель-Гандольфо, от острой сердечной недостаточности, вызванной внезапным инфарктом миокарда. Его врач Гаспарини позже сказал:

«Святой отец умер не из-за какой-либо конкретной болезни, он был полностью истощён, он был перегружен сверх предела. Его сердце было здоровым, его лёгкие были хорошими, он мог бы прожить ещё 20 лет, если бы он пощадил себя».

### Некачественное бальзамирование папы
Врач Папы Пия XII, Риккардо Галеацци-Лиси, сообщил, что тело понтифика было забальзамировано в комнате, где он умер, с использованием нового способа, изобретённого профессором Оресте Наззи, бальзамировщиком из Неаполя.
Папа Пий XII говорил, что не хотел, чтобы после смерти из его тела в процессе бальзамирования удалили бы органы, требуя сохранить тело в том же состоянии, «в котором Бог его создал». По словам Галеацци-Лиси, именно по этой причине он и Наззи использовали новый способ, изобретённый Наззи. В пресс-конференции Галеацци-Лиси подробно описал бальзамирование тела покойного понтифика. Он утверждал, что использовал ту же систему масел и смол, благодаря которой сохранилось тело Иисуса Христа.
Галеацци-Лиси утверждал, что новый способ «сохранит тело бесконечно в своём естественном состоянии». Однако, несмотря на эти заявления, что новый способ бальзамирования эффективно защитит от разрушения, тело было уничтожено сильной жарой в Кастель-Гандольфо в процессе бальзамирования. В результате тело быстро разложилось, и прощание верующих было резко прекращено. Галеацци-Лиси сообщил, что тепло в залах, где лежало тело покойного Папы, вызвало химические реакции, которые потребовали проведения ещё двух процессов бальзамирования. Сообщалось, что солдаты швейцарской гвардии, дислоцированные вокруг тела Пия XII, чувствовали себя плохо.

### Похороны
Похоронная процессия из Кастель-Гандольфо в Рим была самой большой конгрегацией римлян в этот день. Римляне оплакивали «своего» папу как героя войны, который родился в их городе. Кардинал Анджело Джузеппе Ронкалли (позже ставший преемником Пия XII Папой Иоанном XXIII) написал в своём дневнике от 11 октября 1958 года, что, вероятно, даже римский император не пользовался таким триумфом, который был оказан покойному Папе, что являлось отражением духовного величия и религиозного достоинства покойного Пия XII.
Покойный Папа лежал на носилках в окружении четырёх швейцарских гвардейцев, а затем был помещён в гроб для погребения. Пий XII был похоронен в Ватиканских гротах под Собором Святого Петра, в простой гробнице в небольшой часовне.

## Канонизация Пия XII
Завещание Папы Пия XII было опубликовано сразу же после его смерти. Процесс канонизации Папы Пия XII был открыт 18 ноября 1965 года Папой Павлом VI во время заключительной сессии Второго Ватиканского собора. В мае 2007 года Конгрегация по канонизации святых рекомендовала объявить Пия XII досточтимым. Папа Бенедикт XVI сделал это 19 декабря 2009 года, одновременно объявив досточтимым Папу Иоанна Павла II.
Досточтимым объявляется слуга Божий, обладающий героическими добродетелями, что было дано в характеристике Пия XII, большая часть которой сосредоточена на папских словах и действиях во время Второй мировой войны. Подпись Бенедикта XVI под указом о героической добродетели была расценена некоторыми как провал общественных отношений, хотя принятие Пия XII как спасителя европейских евреев рассматривается неоконсервативными католическими группами как «доказательство верности Папы Церкви и традициям».
С другой стороны, раввин Марвин Иер, основатель Центра Симона Визенталя, сказал: «… было бы большое искажение истории, если бы Пий XII был канонизирован». Раввин Джереми Лоуренс, глава Синагоги Сиднея, сказал: «Как можно почитать человека, который… казалось, дал пассивное разрешение нацистам уничтожать евреев Рима?» Контрапунктом к таким комментариям относится случай с Исраэлем Золли, главным раввином Рима с 1939 по 1945 годы, который стал католиком и получил имя Эудженио в честь Пия XII.
Отец Питер Гумпель, председатель группы по канонизации Пия XII, утверждает, что уже есть несколько чудес, связанных с Пием XII, в том числе «одно весьма необыкновенное». 1 августа 2013 года анонимный источник из Конгрегации по канонизации святых сказал, что Папа Франциск рассматривает канонизацию без чуда, «используя формулу Scientia certa». Папа Франциск также объявил о своём намерении в январе 2014 года открыть Ватиканские секретные архивы для учёных, чтобы можно было оценить роль Пия XII в войне до канонизации. Это решение было воспринято еврейской общиной с одобрением, однако было сказано, что для сбора и анализа всех документов может потребоваться до года. 26 мая 2014 года, возвращаясь со Святой Земли в Ватикан, Папа Франциск заявил, что покойный Папа Пий XII не будет причислен к лику блаженных, так как отсутствуют чудеса, совершённые по ходатайству перед Пием XII.
Отец Питер Гумпель заявил, что 12 января 2016 года после документального фильма о покойном папе, была проведена тайная консультация с использованием данных Секретных архивов Ватикана, которая означала, что споры о поздних годах понтификата Пия, которые могли бы помешать процессу беатификации, отсутствуют. В этом же документальном материале вице-председатель комиссии по канонизации Пия XII Марк Линдейер заявил, что несколько чудес, связанных с покойным папой, сообщаются комиссии каждый год, но лица, связанные с исцелениями, не выходят за рамки епархиального исследования. Линдейер объяснил, что именно по этой причине беатификация застопорилась в прошлом, поскольку никто не выступил, чтобы помочь комиссии в своих расследованиях.
Отчёты с 2014 года говорят о потенциальном чуде в Соединённых Штатах, приписываемое заступничеству покойного папы, о котором сообщалось комиссии. Чудо произошло с мужчиной, страдавшем от сильного гриппа и пневмонии, которые могли оказаться смертельными. Мужчина, как говорили, был полностью исцелён после произнесения новенны к Пию XII.

## Энциклики
Основные энциклики Папы Пия XII:
| Название                                                     | Дата выхода      | Тема                                                           |
| ------------------------------------------------------------ | ---------------- | -------------------------------------------------------------- |
| «Mystici corporis Christi» («Мистическое тело Христа»)       | 29 июня 1943     | О Церкви, как едином мистическом теле Христовом                |
| «Communium Interpretes» («Суммируя страдания»)               | 15 апреля 1945   | О призыве к молитве за мир                                     |
| «Fulgens radiatur» («Ярко светит»)                           | 21 марта 1947    | О святом Бенедикте Нурсийском                                  |
| «Mediator Dei» («Посредник Божий»)                           | 20 ноября 1947   | О литургии                                                     |
| «Auspicia quaedam» («Некоторые признаки»)                    | 1 мая 1948       | О молитвах за мир и разрешение палестинского конфликта         |
| «In multiplicibus curis» («В сложных заботах»)               | 24 октября 1948  | О молитвах за мир в Палестине                                  |
| «Redemptoris nostri cruciatus» («Страсть нашего Искупления») | 15 апреля 1949   | О местах паломничества в Палестине                             |
| «Anni sacri» («Святой год»)                                  | 12 марта 1950    | О программе противодействия атеистической пропаганде в мире    |
| «Humani generis» («Человеческий род»)                        | 12 августа 1950  | О некоторых аспектах католической доктрины                     |
| «Ingruentium malorum» («Будет борьба»)                       | 15 сентября 1951 | О розарии                                                      |
| «Fulgens corona» («Сияющая Корона»)                          | 8 сентября 1953  | О столетнем юбилеи догмата о Непорочном зачатии Марии          |
| «Ad Sinarum Gentem» («К китайскому народу»)                  | 7 октября 1954   | Обращение к китайскому народу                                  |
| «Ad Caeli Reginam» («Царица Небесная»)                       | 11 октября 1954  | Об объявлении небесного царствования Марии                     |
| «Datis nuperrime» («С недавним письмом»)                     | 5 ноября 1956    | Об осуждении трагических событий в Венгрии и применения силы   |
| «Ad Apostolorum Principis» («К апостольским началам»)        | 29 июня 1958     | О китайской общине католиков                                   |
| «Meminisse iuvat» («Это полезно вспомнить»)                  | 14 июля 1958     | О молитве за преследуемую Церковь, последняя энциклика Пия XII |

## Награды
Италия
- Кавалер Высшего ордена Святого Благовещения (1932)
- Кавалер Большого креста ордена Святых Маврикия и Лазаря (1932)
- Кавалер Большого креста ордена Короны Италии (1932)

Святой Престол
- Рыцарь Цепи ордена Святого Гроба Господнего Иерусалимского
- Кавалер Большого Креста ордена Святого Сильвестра
- Кавалер ордена Святого Григория Великого
- Кавалер ордена Пия IX
- Кавалер ордена Золотой шпоры
- Кавалер Верховного ордена Христа

Иностранные награды
- Медаль принца Карла (1947, Швеция)[304]

## Документы понтификата Пия XII
В марте 2019 года папа Франциск объявил об открытии (на 10 лет ранее положенного срока, так как по закону должно было пройти 70 лет со дня смерти понтифика, чтобы рассекретить собранные при нём документы) для учёных всех документов понтификата Пия XII из Отдела по отношениям с государствами Государственного секретариата Ватикана (дипломатическая переписка и государственные документы). Это поручение было исполнено не сразу. Были открыты для исследователей (в оцифрованном виде) документы с начала понтификата Пия XII до 1948 года, а документы 1948—1959 годов директор архива по отношениям с государствами в начале 2020 года обещал сделать доступными для учёных в течение двух-трёх лет.